# Castel di Sangro
Castel di Sangro (Caštiéllë in dialetto castellano) è un comune italiano di 6 612 abitanti della provincia dell'Aquila, in Abruzzo. Tradizionalmente parte integrante del Sannio, costituisce il principale centro dell'Alto Sangro, attivo centro turistico data la vicinanza agli impianti sciistici di Roccaraso, Pescocostanzo e Rivisondoli.

## Geografia fisica

### Territorio
La città sorge sul limitare di una valle molto ampia, sulla riva destra del Sangro, nel bacino dell'Alto Sangro. Le sorgenti di questo corso d'acqua si trovano nei pressi della cittadina di Pescasseroli, nel Parco nazionale d'Abruzzo, Lazio e Molise. Prima di raggiungere il territorio comunale di Castel di Sangro, il Sangro si immette nel lago di Barrea, un bacino artificiale creato nel 1951. Dopo aver attraversato l'abitato di Castel di Sangro, il Sangro riceve l'acqua di altri affluenti e può essere considerato non più torrente, ma fiume. Presso Villa Santa Maria, in provincia di Chieti, il Sangro si immette nel lago di Bomba, un altro bacino artificiale. Il Sangro termina il proprio percorso sfociando nel Mar Adriatico.

### Clima

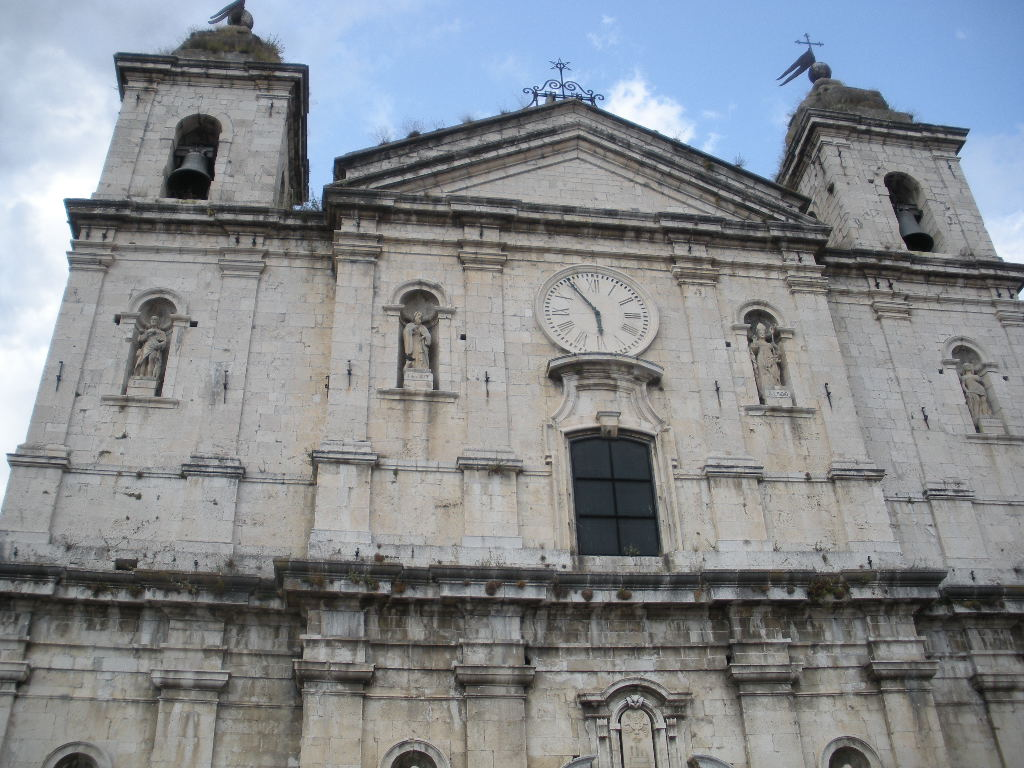
La basilica di Santa Maria Assunta

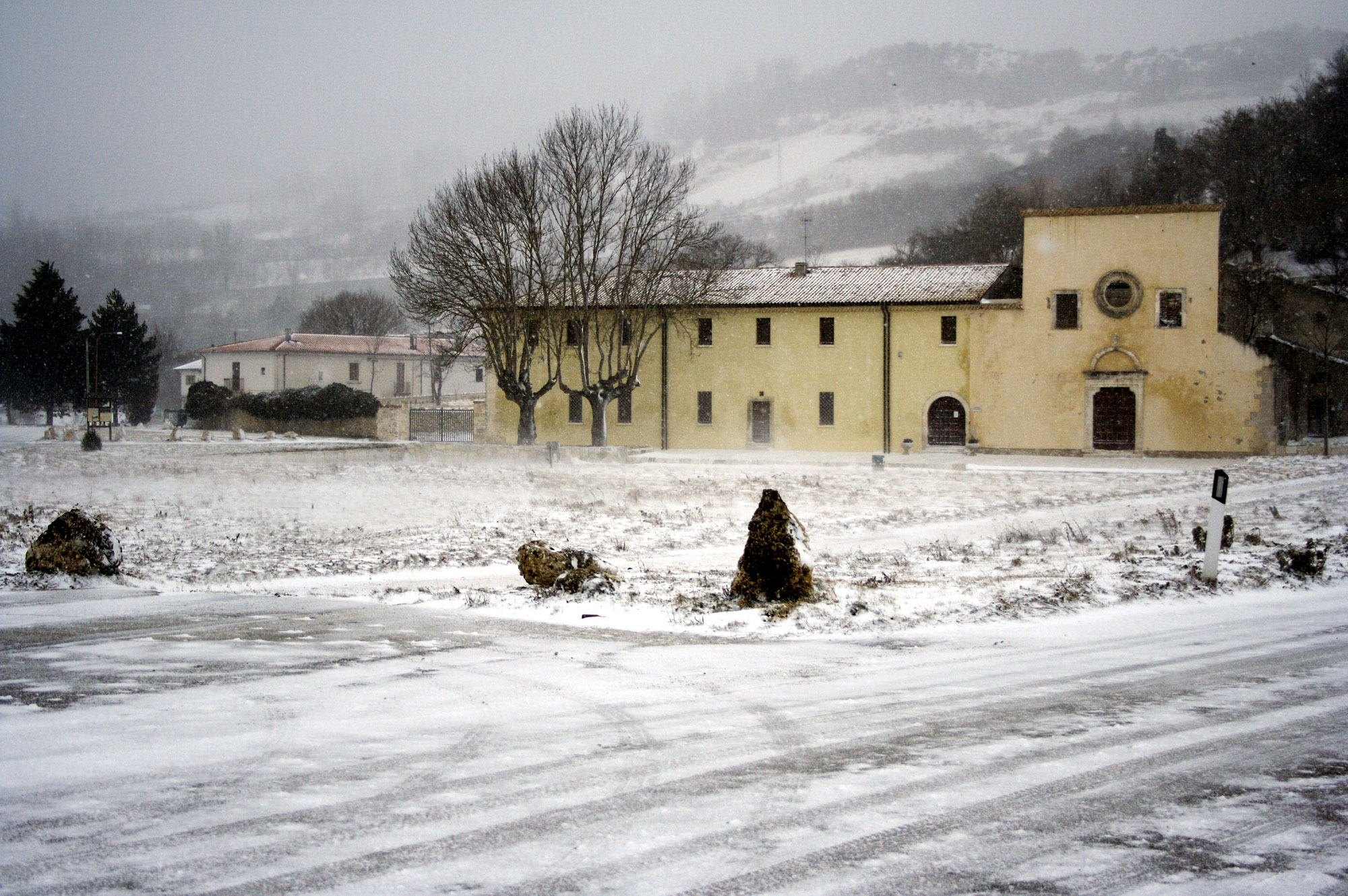
Il convento della Maddalena in una giornata nevosa

Castel di Sangro è caratterizzata da un clima appenninico, reso più rigido dagli influssi di aria fredda provenienti dall'Adriatico e dalla vicinanza ai massicci montuosi del Greco e delle Mainarde. Le estati sono secche e ventilate, con temperature che possono superare i 30 gradi. Rispetto al resto dell'Alto Sangro, gode di un clima più gradevole e relativamente meno nevoso.

## Storia

### Età antica
In seguito alla scoperta, ad opera di Antonio De Nino alla fine del XIX secolo, della vasta necropoli di Campo Consolino, presso la vicina Alfedena, è possibile affermare che le prime testimonianze certe di popolazioni stanziali nell'area di Castel di Sangro risalgono al VII secolo a.C.
La posizione della necropoli non è casuale, poiché nelle sue vicinanze sorgeva l'antica Aufidena, un abitato di età italica, descritto nelle fonti antiche come uno dei principali insediamenti sanniti dell'intera area. Probabilmente questo insediamento preromano si trovava sul monte dove successivamente è stata edificata la parte più alta e antica di Castel di Sangro. Nel 298 a.C., nel periodo conclusivo delle guerre sannitiche, Aufidena venne conquistata dai romani. Così, l'Alta Valle del Sangro subì la romanizzazione, con tutti i mutamenti sociali, politici ed economici che questo processo comportava. Successivamente, il territorio di Aufidena venne inserito nella IV regione augustea Sabina et Samnium ed attribuito alla tribù rustica Voltinia.

### Età medievale
Il lungo periodo di pace interna assicurato dalla conquista romana si interruppe tra gli ultimi decenni del VI secolo e la metà del VII secolo, quando il territorio corrispondente all'attuale Abruzzo fu diviso fra i due ducati longobardi di Spoleto e di Benevento. Per tutto l'alto Medioevo, nonostante il territorio di Castel di Sangro facesse parte del ducato di Benevento, fu l'Ordine benedettino, rappresentato dal monastero di San Vincenzo al Volturno, a costituire l'unico vero centro di potere nella zona. Verso la metà dell'XI secolo l'abitato di Castel di Sangro si trovava nell'attuale sito e per indicarlo comparirono le prime attestazioni del nome Castrum Sari. In questo periodo sul Colle San Giovanni fu eretto un castello sui resti di fortificazioni preesistenti, probabilmente di età antica. 
Nel corso del X secolo, Castel di Sangro era compreso all’interno del Ducato di Spoleto, una delle principali entità territoriali dell’Italia centrale. Dopo la disgregazione dell’Impero carolingio e la spartizione sancita dal trattato di Verdun, il Ducato assunse un ruolo di collegamento tra le aree controllate dall’Impero germanico e i territori soggetti all’influenza del papato. Sotto il regno di Ottone I, e con l’emissione del Privilegium Othonis nel 962, l’autorità imperiale cercò di rafforzare il controllo su queste zone anche in ambito ecclesiastico. Castel di Sangro, situata nella parte meridionale del Ducato, si trovava quindi in una posizione di passaggio, interessata sia dalle dinamiche politiche tra impero e papato, sia dai legami crescenti con i principati longobardi di Capua e Benevento. È in questo quadro che iniziano ad affermarsi alcune famiglie locali, tra cui i Borrello, che seppero inserirsi negli equilibri regionali mantenendo un certo margine di autonomia.
Sul finire dell'XI secolo fu uno dei principali castelli della Terra Borellense, cioè il vasto feudo della famiglia di probabili origini franche ma legata in questo periodo ai Normanni pugliesi, mentre nel XII secolo passò sotto il controllo dei Di Sangro. Per quanto riguarda il XIII secolo, nel 1228 le truppe del cardinale Colonna incendiarono e distrussero il borgo e il castello di Castrum Sari per punire l'appoggio dato da Rinaldo II di Sangro all'imperatore Federico II di Svevia.
Nel frattempo, sul trono del Regno di Sicilia alla dinastia normanna seguì quella sveva, che regnò fino al 1266, quando venne sconfitta da Carlo I d'Angiò. Nel 1273 il primo re angioino spezzò l'unità amministrativa del Justitiaratus Aprutii, creando due nuove province: l'Abruzzo Ulteriore e l'Abruzzo Citeriore. L'Alto Sangro, trovandosi a sud del fiume Pescara, venne inserito nell'Abruzzo Citeriore. Intanto la dinastia dei Di Sangro si estingueva nella linea maschile e tra il XIII secolo e il XVI secolo furono le famiglie dei d'Aquino, dei d'Avalos, dei d'Afflitto e dei Caracciolo a contendersi il dominio di Castel di Sangro e degli altri feudi alto sangrini. Nella prima metà del '600 il feudo passò dai Marchesani ai D'Alessandro di Pescolanciano con cui si imparentarono.
Nella seconda metà del XV secolo l'industria armentizia, in seguito al riordino attuato dall'amministrazione aragonese, rappresentava la principale fonte di reddito per le popolazioni dell'Abruzzo montano. Castel di Sangro, difatti, trovandosi lungo i percorsi di due importanti tratturi, quali il Pescasseroli-Candela e L'Aquila-Foggia, costituiva uno dei principali centri attraversati dalla Via degli Abruzzi, l'asse commerciale che attraverso gli altipiani e le valli fluviali dell'Abruzzo interno collegava Napoli alle fiorenti città dell'Italia centrale come Perugia e Firenze. Nonostante a Castel di Sangro si fosse sviluppata, grazie ai commerci, una piccola borghesia, la maggior parte della popolazione viveva di un'economia prevalentemente di sussistenza che ne rendeva omogenee le condizioni di vita.

### Età moderna
Nel 1656 gli abitanti di Castel di Sangro furono colpiti da un'epidemia di peste che però non spense la vivacità della piccola borghesia castellana, tanto che quasi un secolo più tardi, nel 1744, Carlo III di Borbone insignì Castel di Sangro del titolo di città. Nel 1647 ci furono anche sommosse masanelliane a Castel di Sangro e nella vicina Alfedena, che furono represse.

### Età contemporanea
Dalle Memorie di Paul Thiébault: «Avvertiti dal passaggio del gen. Lemoine, che arrivavano altre truppe francesi, gli abitanti [Castel di Sangro] avevano atterrate le porte, merlate le case, trasformato i conventi e sinanco le chiese in vere fortezze, ove corsero a pigliar la difensiva molti degli insorti scampati al combattimento di Miranda. Furono prese a cannonate la porte, ma senz'alcun frutto, cosicché si dovette ordinare la scalata delle mura di cinta. Grazie alla loro invitta bravura, le truppe penetrarono nella città, dove le aspettava tutto quello che il furore e la disperazione hanno sempre suggerito contro un nemico. Sui nostri prodi si faceva piovere il fuoco dai merli con le barricate fatte appositamente. S'aggiunga una pioggia di tizzoni accesi, d'olio, e in mancanza di questo, di acqua bollente. Ogni passo necessitava un nuovo assalto o un nuovo atto di eroismo: infatti non si poté spegnere il fuoco delle case che l'impadronirsi di esse, e non fu possibile impadronirsene se non sfondando le porte a colpi di scure. Questa poco lieta vittoria costò il sacrificio di molti uomini al battaglione della 64ª e alla legione cisalpina; meno male che furono vendicati quanto più possibile. E il massacro non si limitò alla città.»

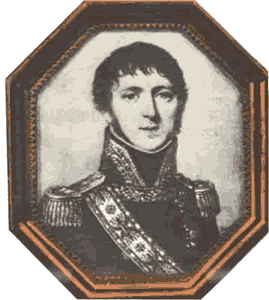
Paul Thiébault

Castel di Sangro non ebbe benefici dall'annessione del Regno delle Due Sicilie al Regno d'Italia e la crisi generale della fine del XIX secolo contribuì al declino della pastorizia transumante. Nel 1799 Castel di Sangro fu al centro di una battaglia scatenata dall'occupazione francese dell'Abruzzo. Il generale abruzzese Giuseppe Pronio, capo della milizia filoborbonica, organizzò la repressione contro i francesi del generale Thiébault a Castel di Sangro, posta a metà strada dalla via degli Abruzzi per Isernia e Capua. La resistenza popolare fu sanguinosa; lo stesso Thiébault annota nelle sue memorie che i francesi dovettero sostenere ripetuti assalti alle mura e alle case, fortificate dalla popolazione, e migliaia di francesi perirono, non distruggendo per vendetta il paese perché dovettero acquartierarsi e ripartire il giorno seguente.
Nuovamente con l'unità d'Italia, Castel di Sangro continuò a prosperare, grazie alla costruzione della ferrovia Sulmona-Isernia e all'allargamento del perimetro urbano fuori Porta Napoli. Quando nel primo ventennio del Novecento Roccaraso assurse a centro scelto d'Abruzzo per le piste da sci, Castel di Sangro, per la vicinanza, divenne meta sempre più frequentata.
Nei primi anni della seconda guerra mondiale, tra il 1940 e 1943, Castel di Sangro fu uno dei comuni dell'Abruzzo ad essere designato dalle autorità fasciste come luogo di internamento civile per i profughi ebrei stranieri presenti in Italia. Gli internati furono 20, uno dei gruppi più numerosi nella provincia dell'Aquila. Dopo l'8 settembre 1943 l'arrivo delle truppe tedesche rese la situazione drammatica. Ciononostante, tutti gli ex-internati riuscirono a sfuggire alla cattura.
Per la zona si assestò il fronte della linea Gustav. Il 7 novembre 1943 i tedeschi distrussero l'intero centro abitato per rallentare l'avanzata delle forze alleate. Il primo dicembre dello stesso anno un caccia tedesco, colpito da proiettili di una pesante contraerea, atterrò nella Piana Santa Liberata, armato con una bomba da cinquecento chilogrammi.
Le sofferenze subite dalla popolazione castellana durante il periodo bellico vennero riconosciute mediante il conferimento alla cittadinanza della medaglia di bronzo al merito civile.
Attualmente Castel di Sangro è una città a forte vocazione sportiva e turistica, grazie all'ampia disponibilità di strutture sportive e turistiche; in inverno, prevalentemente per gli sport sulla neve, essendo stazione sciistica e parte del comprensorio Skipass Alto-Sangro; in tutte le stagioni per la notevole gamma di specialità sportive di tutti i tipi, dal tennis, al trekking, alla pesca sportiva e il calcio.

### Simboli
Lo stemma e il gonfalone sono stati concessi con decreto del presidente della Repubblica del 17 maggio 2002.
Il gonfalone è un drappo partito di rosso e di giallo.

## Monumenti e luoghi d'interesse

### Architetture religiose
Basilica di Santa Maria Assunta

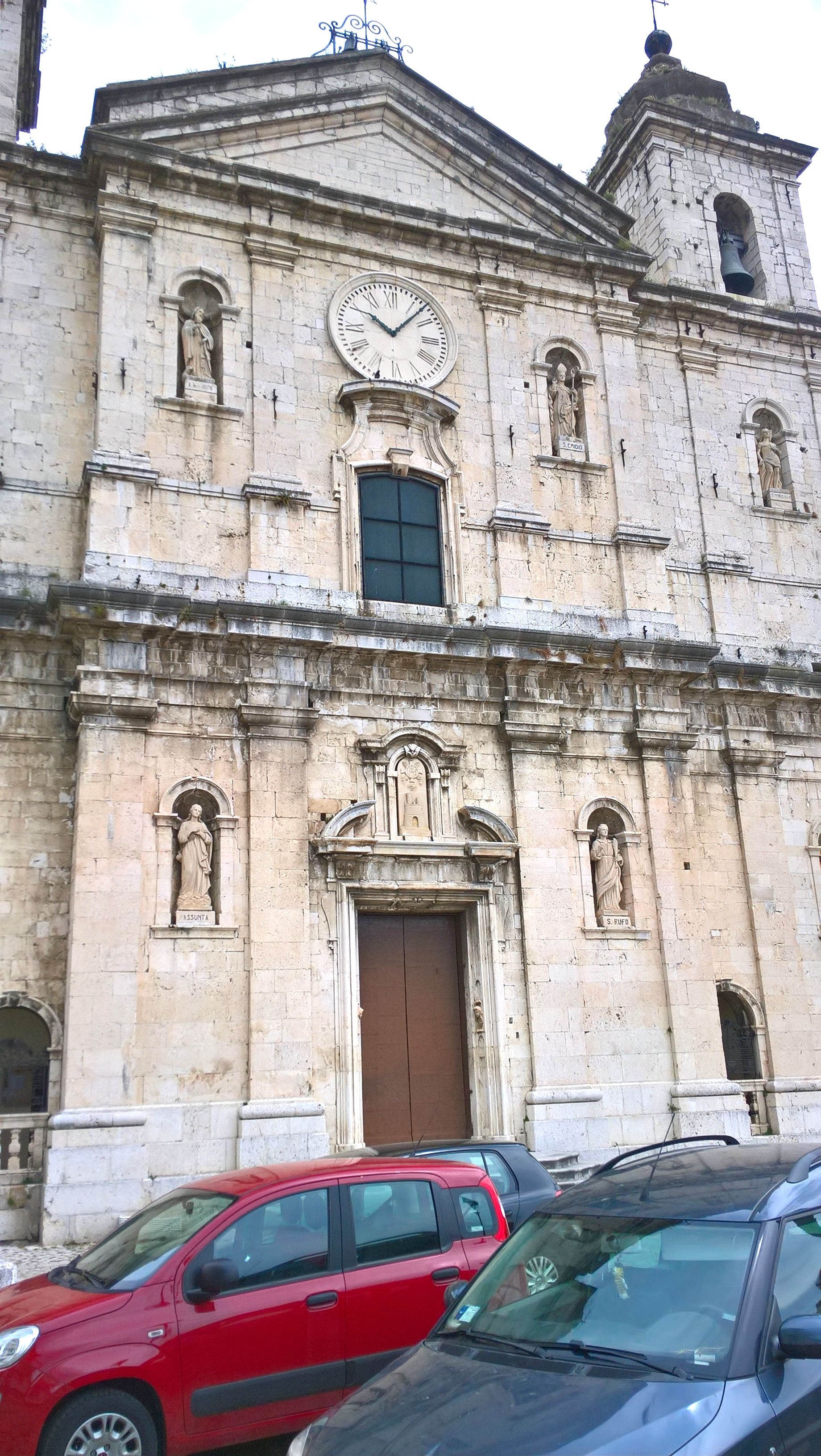
Parziale della facciata della Basilica di Santa Maria Assunta

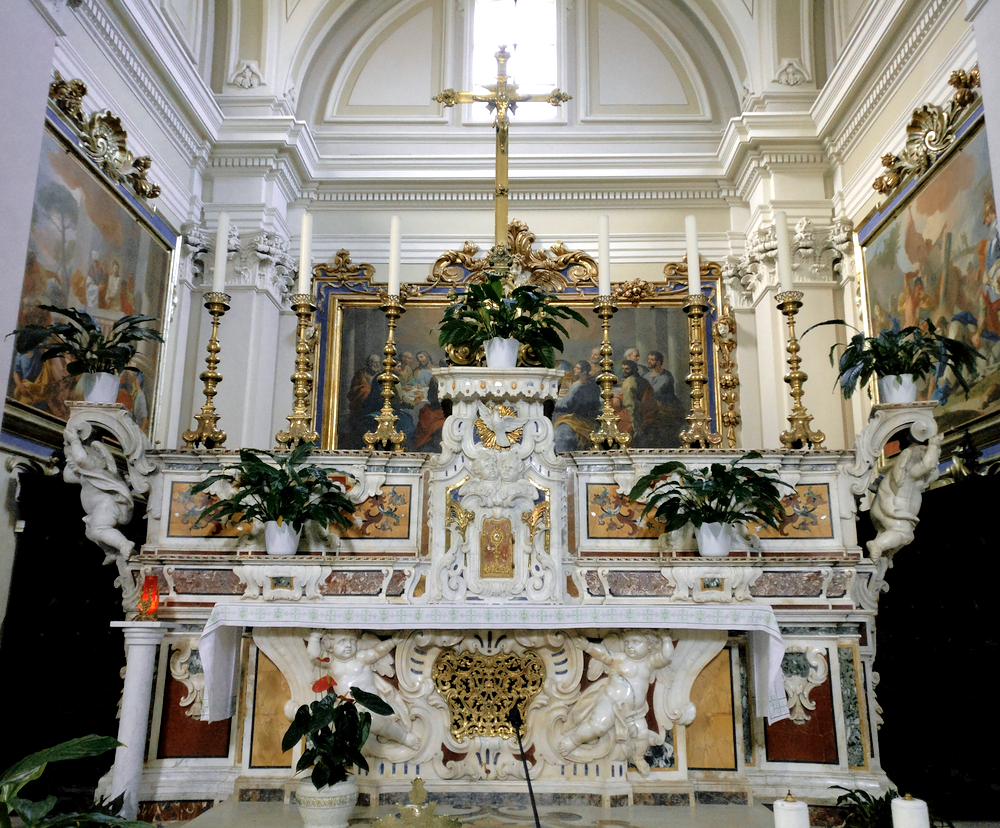
Altare maggiore della Basilica di Santa Maria Assunta

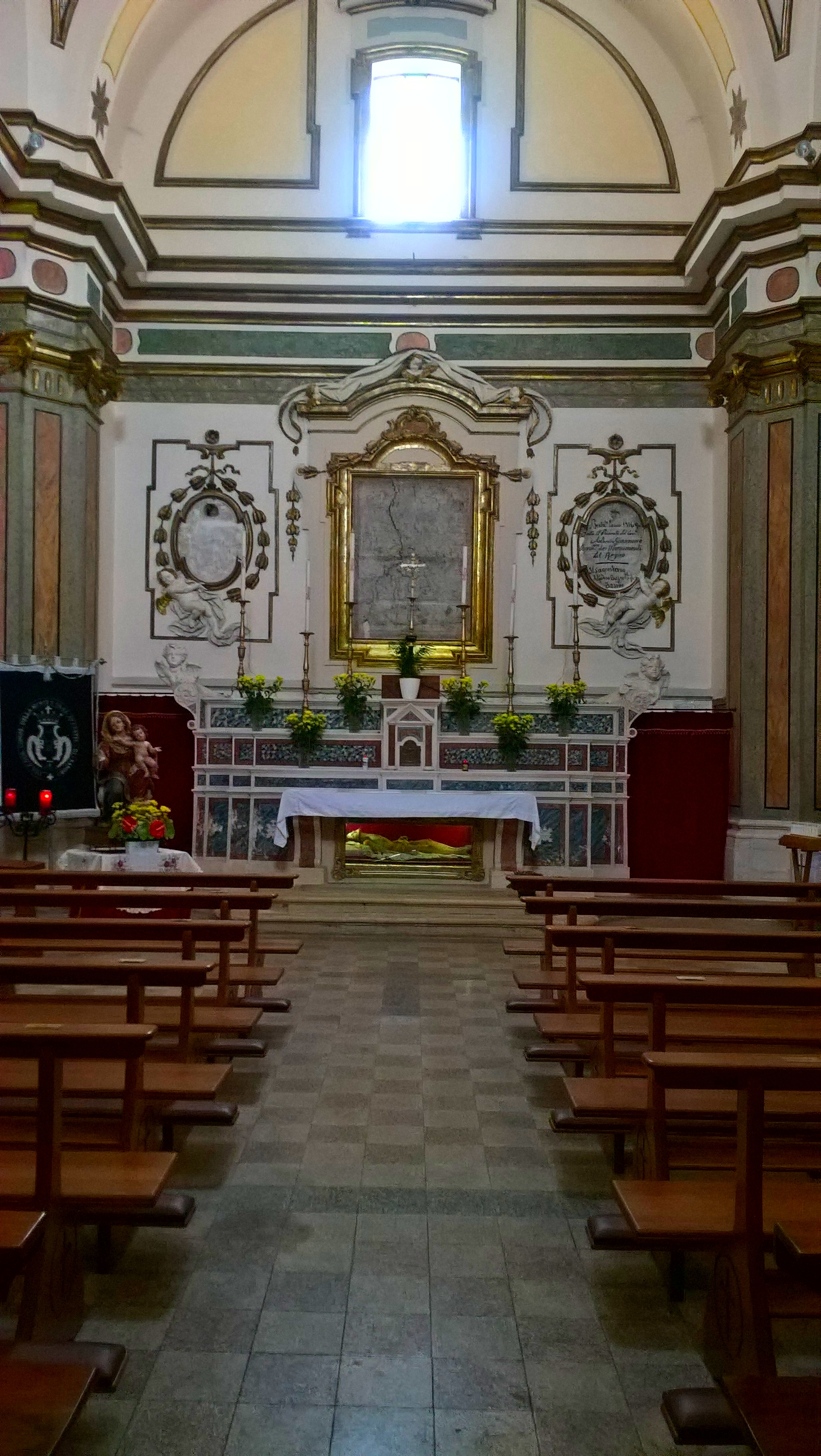
Interno della chiesa dell'Orazione e Morte

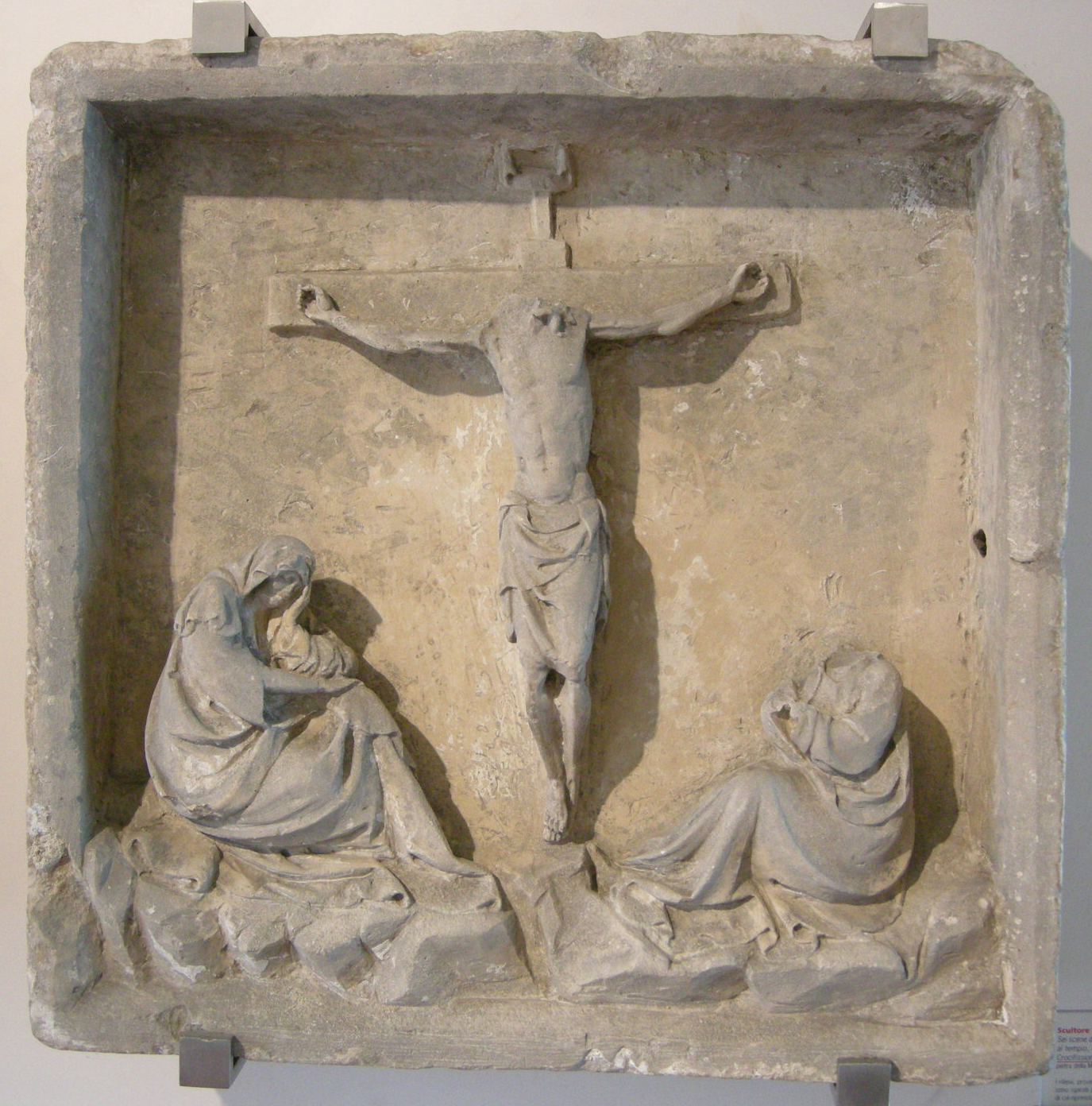
Bassorilievo di età rinascimentale con la Crocifissione, conservato presso il Convento della Maddalena.

È la Chiesa principale del paese. Di origini medievali, fu riedificata in forme barocche tra il 1695 e il 1725 dall’architetto Francesco Ferradini con pianta a croce greca. Conserva l'originaria impostazione basilicale semi ottagonale con tre navate. In seguito al terremoto del 1706, fu l'architetto Giovan Battista Gianni a lavorare al consolidamento della struttura. L'impianto è costituito da un vano centrale a ottagono coperto da una cupola rialzata con quattro ambienti di forma rettangolare. Ha una facciata con un portico a due ordini. Quest' ultima è abbellita da logge di santi e da due campanili gemelli laterali. Il pregevole loggiato quattrocentesco che la circonda è stato recuperato dalla precedente chiesa demolita. All’interno è possibile ammirare il gruppo bronzeo del Battesimo del Cristo sulla sommità del Battistero, attribuito alla scuola del Cellini, e otto grandi tele settecentesche di importanti artisti appartenenti alla scuola napoletana settecentesca: Vaccaro, De Mura, De Matteis, Cirillo.
Chiesa di San Giovanni Battista
Fu costruita nel 1430 per volere della famiglia Marchesini. Nel XVII secolo subì rimaneggiamenti barocchi che andarono in parte perduti con il bombardamento del 1943. La chiesa fu ricostruita fedelmente al progetto originale, con facciata monumentale in pietra prospettante su Piazza Plebiscito, animata da due ordini di lesene. Tripartita verticalmente da quattro paraste a capitello dorico, conserva questa porzione originale, che testimonia la realizzazione della stessa seconda i dettami del tardo romanico abruzzese dell'area Peligna: il portale centrale ha la lunetta a semicerchio, e in origine vi era un affresco nello spazio bianco, mentre altri due portali laterali minori, sono sormontati da piccole finestre rettangolari. Sopra il cornicione marcapiano, si sviluppa la facciata barocca ricostruita, sempre tripartita da lesene, con i due lati estremi caratterizzati dal profilo ondeggiante a semicerchio, che termina in due volute a ricciolo. Al centro si trova un finestrone rettangolare con la cornice a semicerchio. Il campanile turrito è originale, a pianta quadrata, con un concerto di 5 campane. L'interno barocco rifatto è a tre navate, con l'oratorio rinascimentale del Santissimo Rosario. Vi sono dipinti dei Misteri del Rosario risalenti al XVIII secolo.
Chiesa dei Santi Cosma e Damiano
È una cappella dell'XI secolo. Venne edificata accanto al "castello del Re", sopra la roccia che sorveglia la cittadina, con pietre prelevate sul luogo di costruzione. Ha una pianta rettangolare con abside posteriore e campanile turrito, di aspetto tipicamente romanico, con un elegante portico di accesso al portale lunettato a tutto sesto, caratterizzato da arcate sestoacute, del XIV secolo ca. L'interno, in stile romanico, è molto sobrio a navata unica, con delle statue laterali. La parte posteriore della chiesa è stata rimaneggiata di molto, a causa di terremoti e distruzioni, e possiede tre absidi semicircolari.
Chiesa dell'Orazione e Morte
Venne edificata nel 1736 per volontà della Confraternita che con la bolla papale del 1683, aveva preso sede nella chiesa di Sant'Antonio abate. La prima testimonianza della nuova costruzione è data dalla visita del vescovo di Trivento Fortunato Palombo il 28 ottobre del 1736. La chiesa ha una pianta centrale semi-rettangolare, con una navata unica provvista di scanni lignei destinati alle riunioni della confraternita. A scandire lo spazio del vano sono i pilastri che sostengono la cupola e che portano a formare delle piccole cappelle con dipinti su tela. La decorazioni in stucchi è della metà del Settecento, l'esterno è preceduto da una scala a doppia rampa che dà uno slancio all'edificio. Essendo innalzata rispetto al piano stradale, era provvista di cripta per la sepoltura dei confratelli. L'interno infatti è pieno di decorazioni che richiamano al tema della morte, con la presenza di teschi sul portale, sulla balaustra della scalinata, e sui pennacchi. Anche le pitture abbracciano questo tema, e si ricordano Il martirio dei sette fratelli di Antioco e Giuda Maccabeo e La guarigione del paralitico di Gerusalemme.

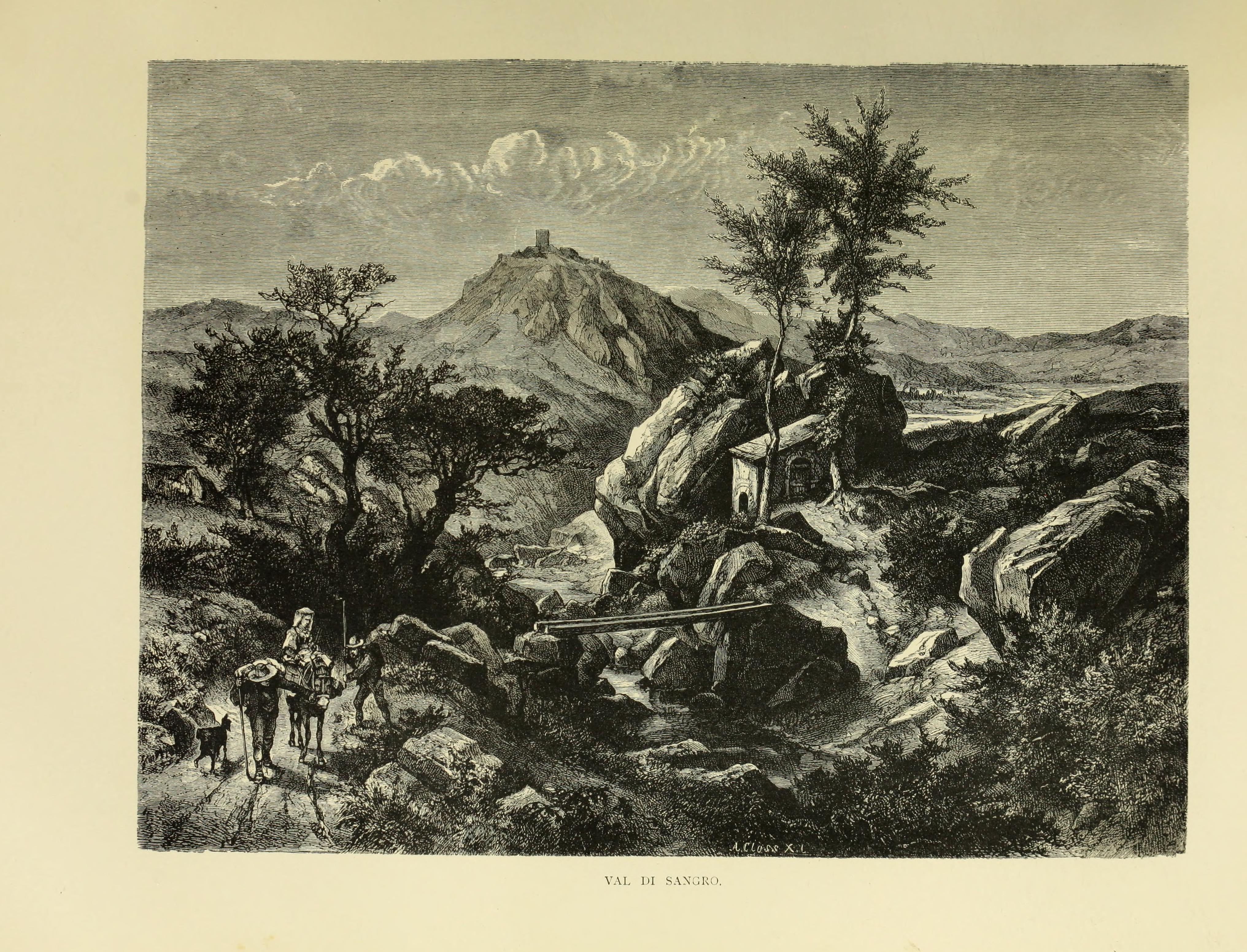
Dintorni di Castel di Sangro e vallata in un disegno di Karl Stieler (1877)

Chiesa di Maria Maddalena ed ex convento
Si trova a poca distanza dal fiume Sangro, e fu convento Frati Minori Osservanti, sorto nella metà del XV secolo. Si racconta che fosse sorto sopra un piccolo romitorio fondato dal pontefice Celestino V, quando nella metà del Duecento, ancora frate Pietro Angelerio, andò a peregrinare tra Palena e Castel di Sangro. La struttura del convento posta su due livelli, si sviluppa attorno al chiostro quadrato sul quale si apre un portico ad arcate a tutto sesto e pozzo centrale, mentre gli affreschi sulle pareti sono del XVII secolo, riguardanti la vita di San Francesco d'Assisi e Sant'Antonio di Padova. Fino al 1860 rimase un convento, soppresso con le leggi piemontesi, nel 1878 divenne scuola elementare, poi nel 1901 carcere distaccato da Sulmona. Dopo le vicende alla seconda guerra mondiale, la chiesa è stata restaurata, ma spogliata degli antichi arredi, e nel 1999 nell'ex convento è stato allestito il Museo civico aufidenate che raccoglie reperti archeologici degli antichi Sanniti Pentri, della tribù di Aufidena, ossia del comune di Alfedena. La chiesa ha sulla facciata un rosone lavorato in pietra con lo stemma della famiglia d'Avalos del Vasto, e un portale a tutto sesto con lunetta, nello stile tardo romanico. L'interno a navata unica ha nove altari dedicati alla Madonna del Carmine, San Matteo, San Francesco, all'Immacolata Concezione, a San Diego, San Pasquale Baylon, alla Madonna degli Angeli e Sant'Antonio di Padova. Prima del 1943 la chiesa era impreziosita anche da un soffitto a cassettoni lignei dorati e intagliati.
Chiesa di San Nicola di Bari
In via Riviera, all'ingresso del corso Vittorio Emanuele. La chiesa è una delle più antiche di Castel di Sangro insieme alla cappella di Santa Lucia, un tempo grancia dell'ordine dei Cavalieri di Malta di San Tommaso all'Aquila. La chiesa ospitò l'eremita Pietro da Morrone ossia Celestino V durante le prime fasi della sua peregrinazione tra Palena e la Maiella, prima di giungere a Sulmona. Nel 1294 durante il viaggio con Carlo II d'Angiò all'Aquila per essere incoronato pontefice a Collemaggio, Pietro Angelerio vi si fermò una seconda volta. La chiesa oggi presenta vistosi restauri del dopo-guerra, anche se conserva l'aspetto romanico, con una facciata scandita da un portico non sporgente a tre arcate. L'impianto è rettangolare, con un'abside posteriore semicircolare, e un campanile in cemento armato posticcio. L'interno è a navata unica, con trabeazione che corre lungo tutto il perimetro, ed ha ornamenti in stucchi settecenteschi
Chiesa dei Santi Crispiniano e Crispino
Si trova lungo il corso Vittorio Emanuele, e risale al dopo sisma del 1456. Molto semplice nell'esterno, ha l'entrata laterale, segno che la chiesa fu ampiamente rimaneggiata dopo evidenti distruzioni, e forse quella del terremoto del 1706 fu fatale per l'antico edificio. L'ingresso è dato da un portale con forti strombature, che ricorda il passaggio dal romanico al gotico abruzzese tipico dell'Aquila, sormontato in alto da tre finestre quadrotte. L'interno a navata unica è poco più che una cappella, con pochi arredi, e un altare in marmo policromo per la Madonna.

### Cappelle e chiese secondarie
Cappella di Santa Lucia
Si trova nella campagna ad est del centro. Si tratta della chiesa più antica di Castel di Sangro dopo l'abbazia di Santa Maria di Cinquemiglia (oggi distrutta), e risale all'XI secolo. La semplicità della costruzione, la facciata a coronamento a capanna, il piccolo campanile a vela, conferiscono alla chiesetta un aspetto di austerità, favorito dai contrafforti laterali. Presenta un interno angusto a navata unica, impreziosito da altare in muratura sovrastato da una nicchia con la statua della santa. Un vano modesto funge da sacrestia. Nel 1132 fu donata da Ruggero II di Sicilia all'arcipretura di Santa Maria Assunta, e fino al XX secolo era usata per il cimitero delle fosse comuni degli ammalati.
Chiesa della Madonna delle Grazie

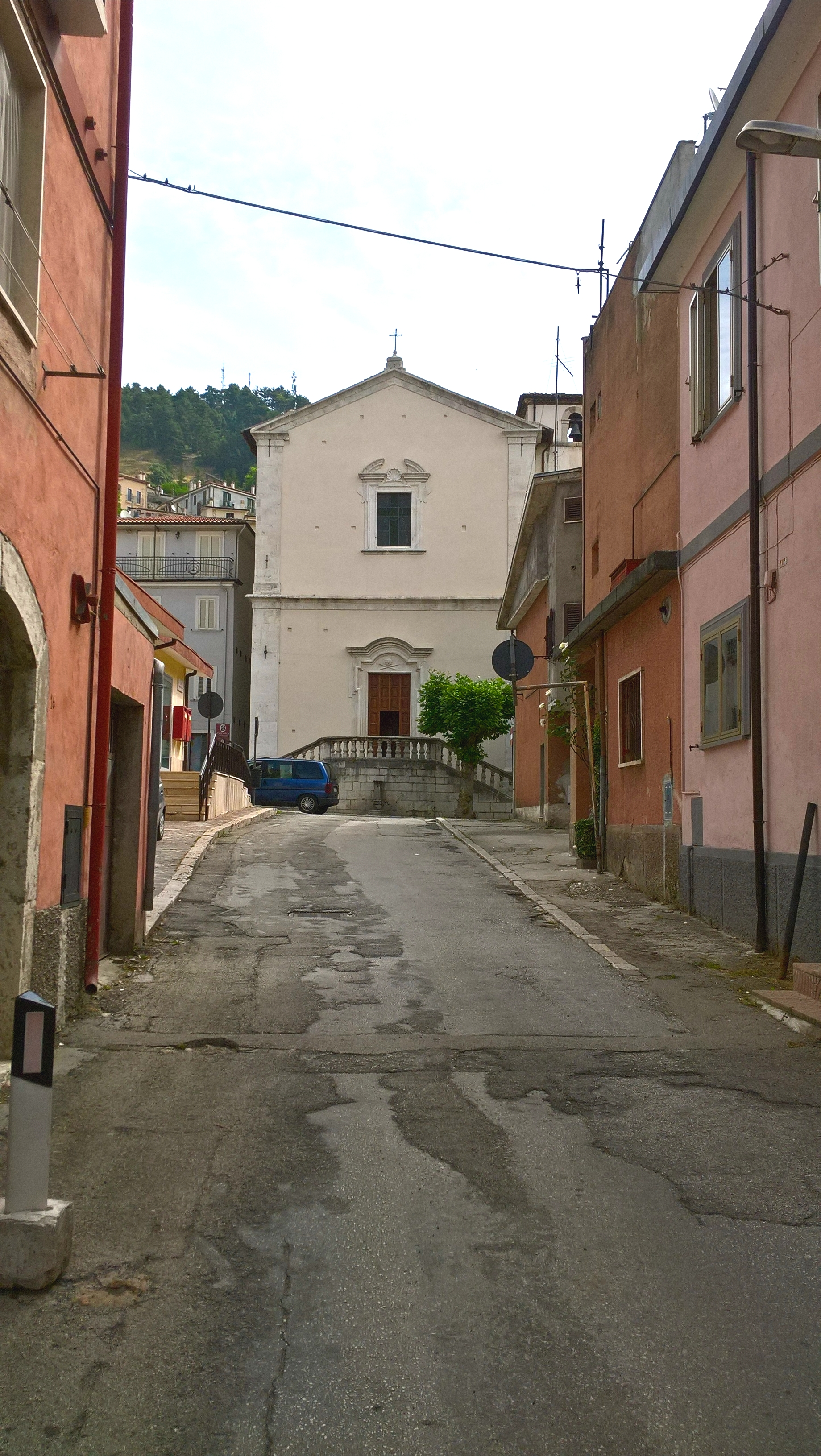
Veduta della facciata della chiesa confraternale dell'Orazione e Morte

in via Monte Greco, incrocio con via Porta Napoli, la chiesa risale al XVII secolo, anche se si presume che la cappella risalga all'epoca rinascimentale. Vari sono i rimandi all'interpretazione abruzzese della corrente cinquecentesca con il tipico portico sporgente ad arcate a tutto sesto come quello di questa chiesa. La facciata è settecentesca, con finestra centrale, e coronata da due campanili a vela gemelli. L'impianto è rettangolare, con un interno a navata unica ornato da stucchi e trabeazione che corre lungo tutto il perimetro.
Chiesa del Sacro Cuore di Gesù
Si trova nella periferia est della cittadina, in via della Croce. La chiesa è stata realizzata negli anni '50, rispettando il tipico impianto romanico delle chiese abruzzesi. La chiesa ha pianta rettangolare, con la facciata monumentale quadrata, scandita da cornicione marcapiano, che divide la prima parte con il portale a sesto acuto, incassato all'interno di un grande arco. La lunetta è decorata da un rilievo ritraente Gesù che guarisce l'infermo, mentre nel secondo piano di facciata, lo spazio è occupato da un grande oculo rotondo. Su ambedue i lati ci sono dei quadri in piastrelle di ceramica maiolicata policroma, ritraenti San Giovanni Battista, la Sacra Famiglia, e Nostra Signora di Fatima. L'interno è molto semplice, a navata unica.
Chiesa parrocchiale di San Rocco
Nella frazione Roccacinquemiglia, prima della distruzione della chiesa di San Giovanni Battista in cima al borgo nel 1943, era una chiesa secondaria, situata alle porte del borgo medievale. La chiesa è stata ampiamente restaurata, con una facciata ornata da un portale pseudo-romanico posticcio, e un campanile a vela superiore con tre arcate. Della vecchia chiesa di San Giovanni resta solo l'alta torre campanaria quadrangolare, priva di copertura sulla cima.
Resti dell'abbazia di Santa Maria di Cinquemiglia
Si trovano tra Roccacinquemiglia e Castel di Sangro, presso il fiume Sangro. L'abbazia era una delle più antiche dell'Abruzzo, fondata nel IX secolo circa, dipendente dall'abbazia di San Vincenzo al Volturno, poco distante, ed aveva i feudi dell'alto Sangro, contendendoseli con i possedimento della diocesi di Valva, presso Sulmona. Con la fondazione nel XIII secolo dell'arciprepositura di Santa Maria Assunta (l'attuale basilica mariana di Castel di Sangro), l'abbazia di Santa Maria iniziò a perdere potere, anche per via della crisi di San Vincenzo al Volturno, e nel 1421 entrò direttamente nella giurisdizione della nuova parrocchia di Santa Maria a Castel di Sangro. Dopo il terremoto del 1456, l'abbazia andò sempre più in decadenza, fino a scomparire del tutto, con il terremoto catastrofico del 1706, salvo alcuni ruderi ancora visibili.
Cappella della Madonna degli Eremiti
Si trova nel bosco di Scodanibbio. Anche questa chiesa è molto antica, quasi quanto la cappella campestre di Santa Lucia, ed esisteva già prima del terremoto del 1456, quando venne ricostruita. La cappella è divisa in due edifici: il santuario del dopo sisma 1706, e la cappella medievale con arco ogivale come nartece e affreschi rinascimentali. Il santuario ha un aspetto molto semplice, con facciata a capanna ornata da portale e finestrone centrale. L'altare è posto verso Oriente secondo il costume cristiano, e dietro vi si trova la statua lignea della Madonna. Il santuario fu molto frequentato durante la grande stagione secolare della transumanza lungo il tratturo che portava a Isernia e Napoli, di cui Castel di Sangro era una delle stazioni principali per il collegamento dell'Abruzzo alla capitale del Regno.

### La Civita e il castello medievale
La Civita è il quartiere più alto ed antico della città dove si trova la Basilica di Santa Maria Assunta. È costituita da case fortificate risalenti al XVI secolo. Si distingue il Palazzo De Petra, all'interno del quale oggi si trova la Pinacoteca Patiniana. Il palazzo ha mantenuto l'originario aspetto risalente al XV secolo. Ha arcate gotiche e una torretta merlata.
Il castello è stato costruito nell'XI secolo su Colle San Giovanni, sui resti di fortificazioni preesistenti, probabilmente di età antica. Infatti presso il forte si trova la cosiddetta Porta Osca, accesso al, la cinta fortificata dei Sanniti, con le mura ciclopiche, e l'elemento di collegamento della fortezza degli italici con quella medievale sarebbe proprio il mastio maggiore delle tre torri, che presenta evidenti strati di fortificazioni succedutesi nei secoli. Il restante borgo, invece, si sviluppò nel XIII secolo. Il castello di Castel di Sangro serviva da presidio militare, fu conteso da varie famiglie, a partire dai Longobardi, fino ai Normanni. Appartenuto ai Di Sangro, venne soprannominato il "Castello del Re", fu poi conquistato da Jacopo Caldora, distrutto da Braccio da Montone nel 1421 ed abbandonato nel XVI secolo, quando iniziò a svilupparsi sempre più a valle il paese, dove sorse il palazzo feudale baronale, dove si insediò la famiglia Caracciolo, che acquistò il feudo. Il terremoto della Maiella del 1706 dette il colpo di grazia al castello, che crollò in molte parti. Del castello rimane la pianta quadrata irregolare, delimitata dalle basi di tre torrioni circolari, di cui la maggiore, detta mastio, è la più antica, usata come presidio di guardia dai Longobardi e prima ancora dai Sanniti, e testimonia la tipica funzione del castello nel IX secolo circa, quando fungeva da cittadella di controllo e riparo dagli assalti per la popolazione, con il torrione maggiore che era la residenza del barone. In mezzo alle torri si trova la chiesa dei Santi Cosma e Damiano, usata come cappella privata.

### Piazza Plebiscito

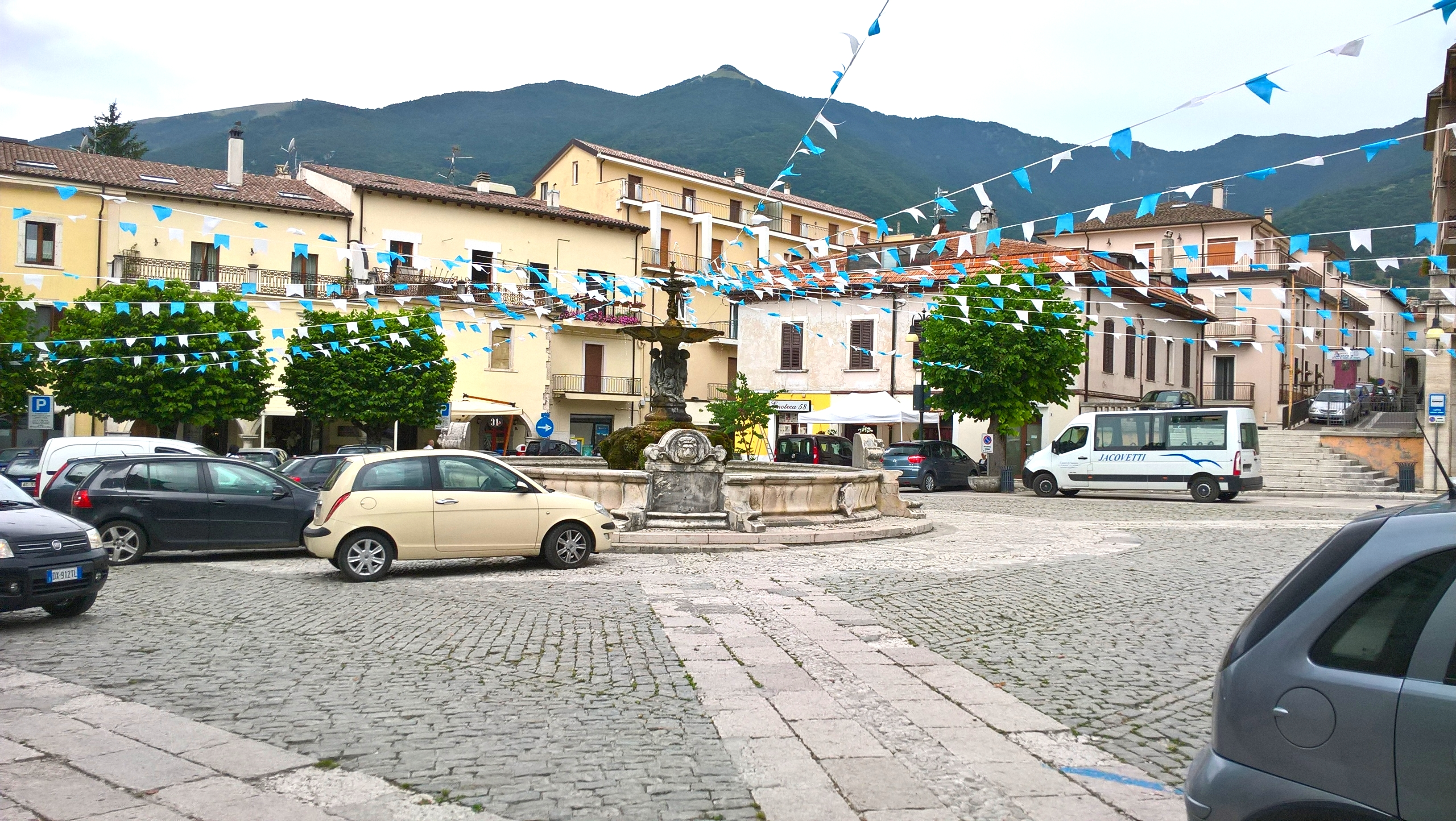
Piazza Plebiscito nel 2017

Si tratta del cuore pulsante di Castel di Sangro, anche se si trova alla periferia del centro storico medievale. La piazza, dove si trovava anticamente Porta Napoli, era usata per il mercato, e nel XIX secolo divenne il nuovo salotto cittadino. Nel 1898 venne realizzata una fontana monumentale per le lavandaie, restaurata nel 1974, e prima dei bombardamenti del 1943-44, era dotata da ampi loggiati rinascimentali che correvano lungo tutto il perimetro della stessa e del Corso Vittorio Emanuele, fino alla chiesa di San Giovanni Battista. Tra questa chiesa e l'attuale Ufficio Servizi vi era la caserma della Gendarmeria Francese, installata nel periodo dell'occupazione 1799-1806, e poi dei Reali Carabinieri, mentre opposta alla chiesa v'è la scalinata di via De Petra, dove si trova il palazzo omonimo. Gran parte del loggiato rinascimentale con gli archi ogivali è andato perduto, tranne che in un pezzo, perché gli edifici dopo la guerra sono stati ricostruiti in forme moderne, anche se ripropongono dei porti e dei loggiati senza contrastare troppo con l'antico assetto dello slargo. Nel 2020 la piazza è stata interamente ripavimentata e successimante pedonalizzata.

### Paese medievale di Roccacinquemiglia
Roccacinquemiglia si trova lungo la strada statale che collega Castel di Sangro a Roccaraso. È adagiato sopra uno sperone roccioso, e nacque nell'XI secolo, quando fu costruito a protezione della locale abbazia dipendente dal monastero di San Vincenzo al Volturno. Il borgo, nel corso dei secoli, ha mantenuto la struttura circolare formatasi attorno al castello, dove più tardi venne costruita la chiesa di San Giovanni. Nel 1943, il paese venne distrutto dalle truppe tedesche in ritirata. A testimonianza di tali fatti d'armi resta la diruta chiesa di San Giovanni.
Si tratta di un borgo fortificato posto tra Castel di Sangro e Roccaraso, edificato in zona Selva del Monaco, dove si trovavano delle mura ciclopiche sannitiche. Il borgo fu costruito per proteggere il sottostante monastero di Santa Maria delle Cinquemiglia (703 d.C.), di cui oggi restano ruderi, edificato proprio presso il Sangro. Il paese inizialmente fu comune a sé, e poi fu assoggettato a Castel di Sangro, tra i feudatari ci furono i Marchesani (XVI-XVIII secolo). La rocchetta sorgeva presso la punta del colle, e oggi di essa si conserva solo la torre campanaria della chiesa di San Giovanni Battista, che fino al 1944 era parrocchia del paese, quando venne distrutta dai nazisti. Prima della devastazione della seconda guerra mondiale, il paese aveva ancora il tipico aspetto fortificato circolare, con case-mura di cinta. Oggi la civita è stata destinata a zona archeologica, e la chiesa parrocchiale si trova ai piedi della salita, dedicata a San Rocco.

### Palazzo De Petra

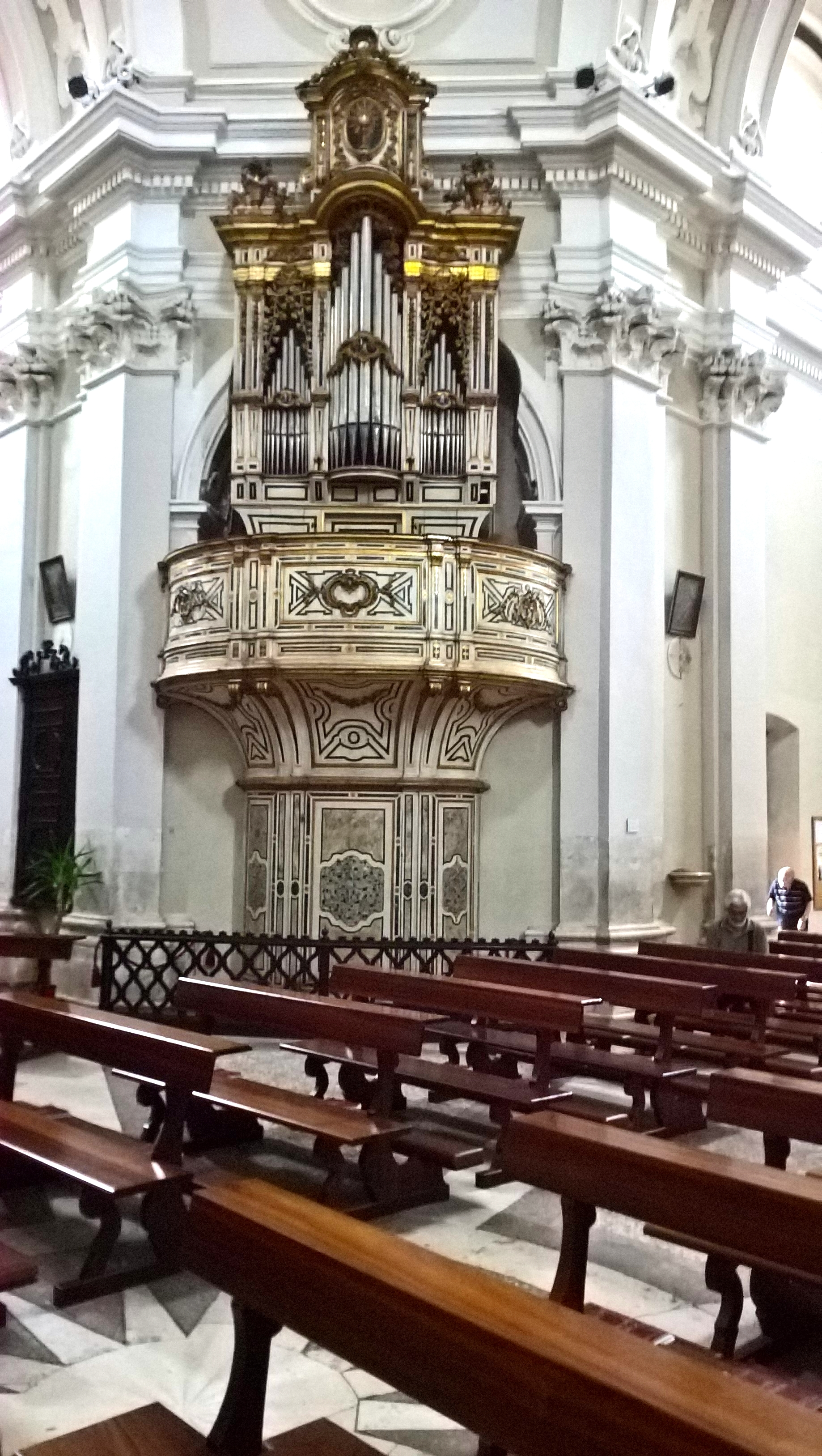
Organo ligneo della Basilica di S. M. Assunta

Il palazzo oggi ospita la Pinacoteca Patiniana dedicata al pittore castellino Teofilo Patini. Si tratta di una dimora rinascimentale gotica, con di interesse un leone "Marzocco", realizzato in pietra grezza, presso il cortile, simbolo araldico della famiglia. Il palazzo è diviso in due corpi di fabbrica, uno più antico con archi gotici dei portali e le finestre bifore, e l'altro con decorazioni rinascimentali del loggiato superiore.
L'antica famiglia nobile De Petra possedeva beni feudali in Campania, Abruzzo e Molise fin dal tempo della dominazione normanna dell'Italia meridionale. Il Palazzo è abbellito da un leone in pietra, detto il Marzocco, che con la zampa destra artiglia un capo mozzato. Il leone compare anche sul blasone nobiliare dei De Petra. Vengono qui di seguito elencati i personaggi importanti della famiglia:
- Niccolò I de Petra, firmatario di un appello a Roberto d'Angiò per un'esenzione dalle tasse a favore della città di Castel di Sangro (Registro Angioino del 1335/1336);
- Nicola II de Petra, barone di Castel di Sangro e proprietario del palazzo detto "dei due scudi", costruito accanto alla Basilica di Santa Maria Assunta. Il 5 marzo del 1383, Nicola II de Petra ricevette un diploma da Carlo III d'Angiò con il quale gli venne concessa l'esenzione dalle tasse;
- Giovanni, figlio di Nicola II de Petra, fu Signore di Collalto, Maestro Razionale della Gran Corte e Auditore di tutti gli Officiali del Regno durante il regno di Ladislao;
- Michele de Petra, fu Vice Protonotario del regno e Presidente del Sacro Consiglio nel 1468, durante il regno di Ferdinando d'Aragona;
- Donato Antonio Camerario di Castel di Sangro, il 23 dicembre 1530, per Privilegio dell'imperatore Carlo V, divenne Signore di Collalto e di Rocchetta al Volturno. Sua moglie, Caterina Quatrari, mediante un pubblico istrumento, redatto da Notar Onofrio Valentini il 5 marzo 1563, ottenne in enfiteusi una casa del Regio Capitolo di Santa Maria di Castel di Sangro;
- Prospero de Petra, famoso giurista, fu Regio Uditore di Principato Citra e secondo barone di Vastogirardi. A Castel di Sangro sono presenti gli atti notarili risalenti al 1620 circa, con i quali acquistò il feudo di Varalli;
- Vincenzo de Petra, aggiunse il feudo di Caccavone agli altri possedimenti della famiglia e fu l'ultimo dei De Petra a dimorare a Castel di Sangro poiché suo figlio, Carlo I de Petra, Regio Consigliere di Santa Chiara, eletto il 29 maggio 1679 Preside della provincia di Abruzzo Citra, si trasferì a Napoli.

### Monumenti pubblici
- Fontana monumentale: costruita alla fine del XIX secolo, è caratterizzata da una vasca in pietra di montagna, a pianta circolare, con quattro bassorilievi scanditi da bracci laterali e testa di leone sopra la piccola architrave. La vasca al centro ha un tronco circolare da cui si innalza una scultura in ghisa di figure femminili ispirate alle contadine montanare. Sopra di esse si innalza una seconda piccola vasca a motivi in rilievo, con girali ovoidali che contornano il cerchio, sovrastato da uno stelo minore, sopra cui poggia la vaschetta finale da cui scaturisce l'acqua. La fontana si trova in Piazza Plebiscito.
- Cippo di Castel di Sangro: di recente costruzione, è posto sulla grande rotatoria di via Porta Napoli, ed è un blocco della montagna, con inciso in latino il nome di Castel di Sangro, l'altitudine e la longitudine.
- Monumento a Teofilo Patini: si trova nel piazzale alberato posto tra Corso Vittorio Emanuele e via XX Settembre. Il monumento è stato realizzato negli anni '90 dall'artista Antonio D'Acchille e rappresenta il pittore castellino nell'intento di dipingere, e dal suo pennello, in un ritmo vorticoso e slanciato verso l'alto, a formare una sorta di cerchio, volteggia una figura femminile di contadina montana, posta sottosopra nell'atto di abbracciare l'artista, mentre la sua veste lunghissima compone la figura geometrica, librandosi nell'aria.

### Aree naturali
- Bioparco faunistico d'Abruzzo: principale zoo della provincia e della regione, dopo il Centro visite dell'Orso a Pescasseroli e l'Area Faunistica di Civitella Alfedena.
- Pista ciclopedonale del Sangro: lungo il percorso che segue il fiume, da via Porta Napoli a via Cimitero e contrada Convento, dentro il Parco avventura.
- Parco avventura di Castel di Sangro, si trova in contrada Convento della Maddalena.
- Oasi e laghetto di Torre Feudozzo, nella località omonima.

## Società

### Evoluzione demografica
Abitanti censiti

### Etnie e minoranze straniere
Al 31 dicembre 2019 gli stranieri residenti a Castel di Sangro sono 404, pari al 6,02% della popolazione.
Le nazionalità maggiormente rappresentate sono:
- Kosovo 94
- Romania 76
- Macedonia del Nord 65
- Polonia 37

### Lingue e dialetti
Il dialetto di Castel di Sangro rientra pienamente nei dialetti centro-meridionali secondo la più moderna classificazione dei dialetti italiani. Vengono qui di seguito elencati i fenomeni linguistici che il castellano possiede in comune con il resto del sistema centro-meridionale: vocalismo di tipo «napoletano», le cui caratteristiche più evidenti sono il sistema vocalico a quattro gradi di articolazione e il dittongamento metafonetico, generale scadimento nell'indistinta [ə] delle vocali atone, betacismo, assimilazione consonantica dei nessi -ND- > [nn], -MB- > [mm] e -LD- > [ll], lenizione postnasale, palatalizzazione dei nessi consonantici con [l] come secondo elemento, uso del possessivo enclitico con i nomi di parentela e l'uso dei continuatori del verbo TENĒRE in luogo dei continuatori del verbo HABĒRE (quando non svolge la funzione di ausiliare ma quella di possedere).

### Tradizioni e folclore
Una tradizione castellana ormai caduta in disuso è quella della Maitunata: il giorno di Capodanno, i giovani castellani giravano casa per casa cantando una canzone, detta la Matunata, con la quale chiedevano delle offerte.

## Cultura

### Istruzione

#### Scuole
La città oltre ad ospitare una scuola elementare e media, dispone di una scuola superiore con diversi indirizzi che sono anche a servizio dei comuni limitrofi.

#### Musei

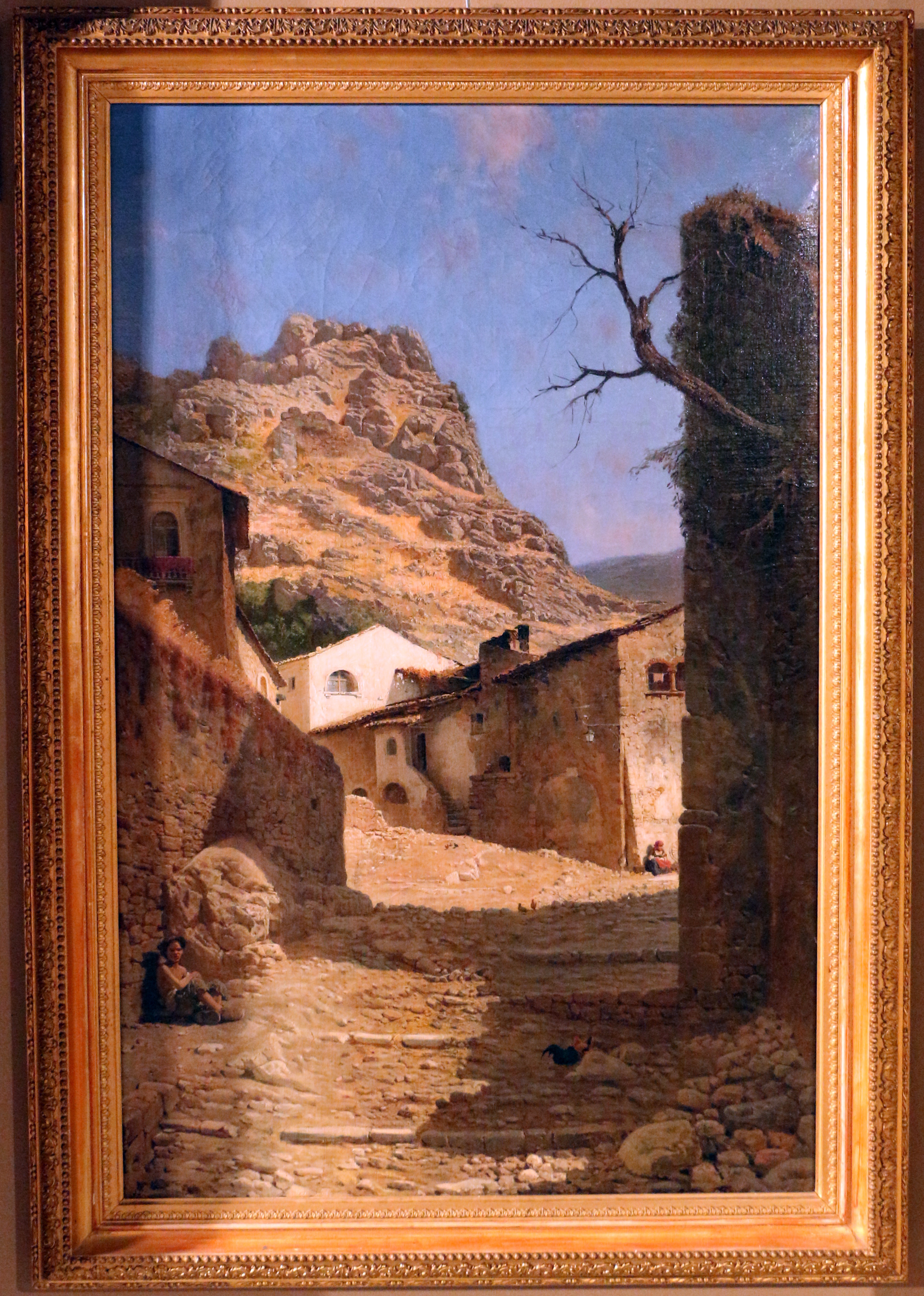
Via Paradiso di Teofilo Patini (Pinacoteca Patiniana)

- Museo civico aufidenate, museo archeologico della città romana di Aufidena. Si trova nei locali del Convento della Maddalena.
- War museum - Ten. Gen. Rolando Giampaolo, museo specialistico della linea Gustav, dedicato al Ten.Gen. Giampaolo (medaglia d'argento al V.M.). Locazione: Convento della Maddalena.
- Museo internazionale della pesca a mosca Stanislao Kuckiewicz, sito nel Convento della Maddalena.
- Pinacoteca Patiniana, all'interno del Palazzo De Petra, conserva quadri ed opere legate al pittore Teofilo Patini, esponente abruzzese del realismo pittorico.
- Codice Patini - Museo virtuale, percorso didattico composto da 23 tappe disseminate nell'intero territorio comunale atte a far rivivere la vita di Teofilo Patini.

### Arte

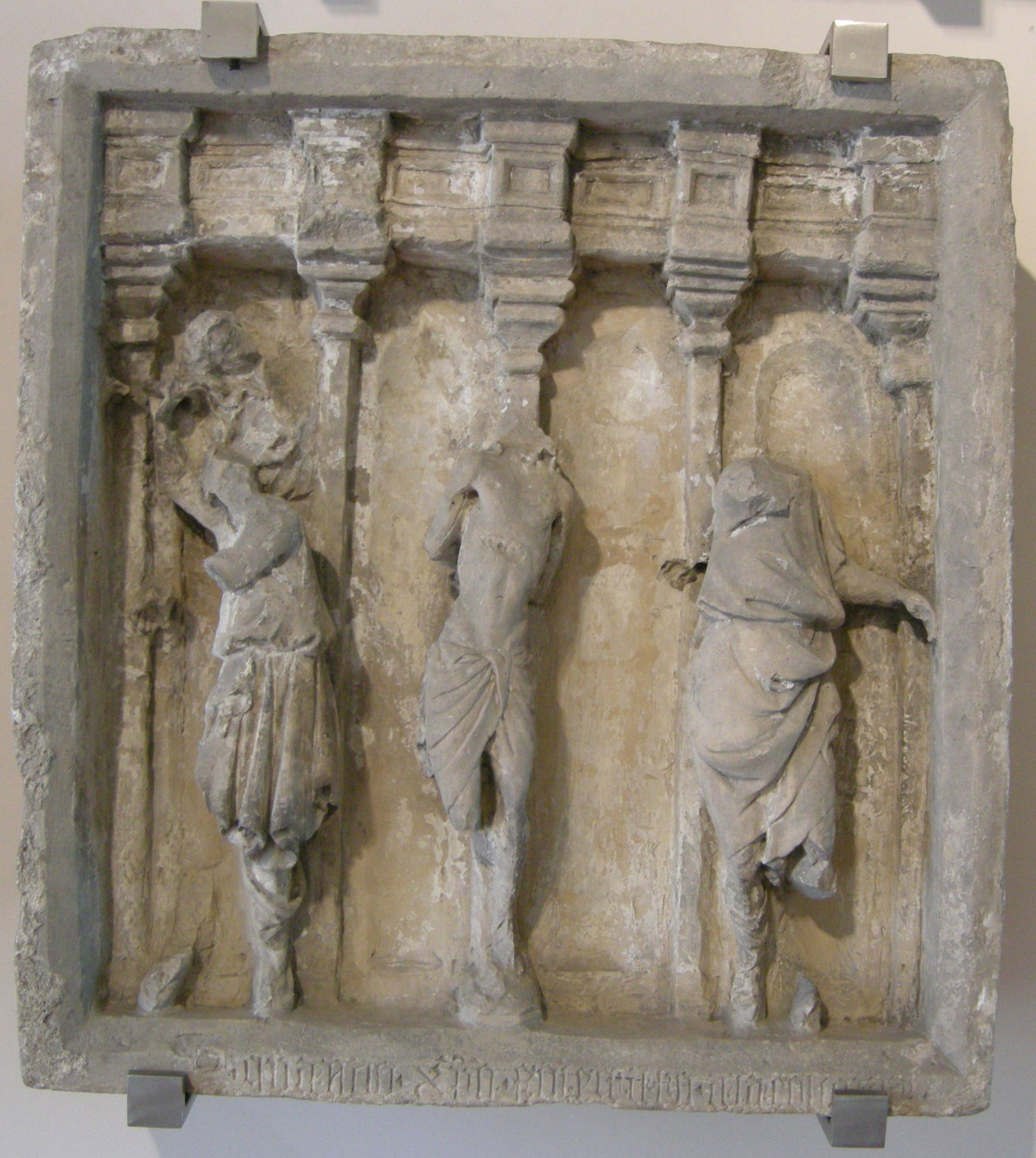
La Flagellazione del Maestro di Castel di Sangro (XV sec), ispirata alla formella di Ghiberti

Nella storia il paese non si è particolarmente distinto nel campo artistico, se non recentemente. A cavallo tra Medioevo ed epoca moderna, si ha la testimonianza di un tal "Maestro di Castel di Sangro", come lo ha definito la critica, il quale realizzò nel XV secolo un rilievo per il convento della Maddalena della Flagellazione, ispirato all'opera omonima di Lorenzo Ghiberti, che orna una delle formelle della Porta nord del Battistero di Firenze. L'opera venne copiata anche dall'abruzzese Nicola da Guardiagrele, per la realizzazione del Paliotto del Duomo di Teramo (prima metà del '400). L'opera del Maestro si trova oggi nel Museo dell'Opera del Duomo di Firenze, e ripropone schematicamente la scena della flagellazione di Cristo, con il Messia legato a una colonna, e ai suoi fianchi due aguzzini con le fruste.

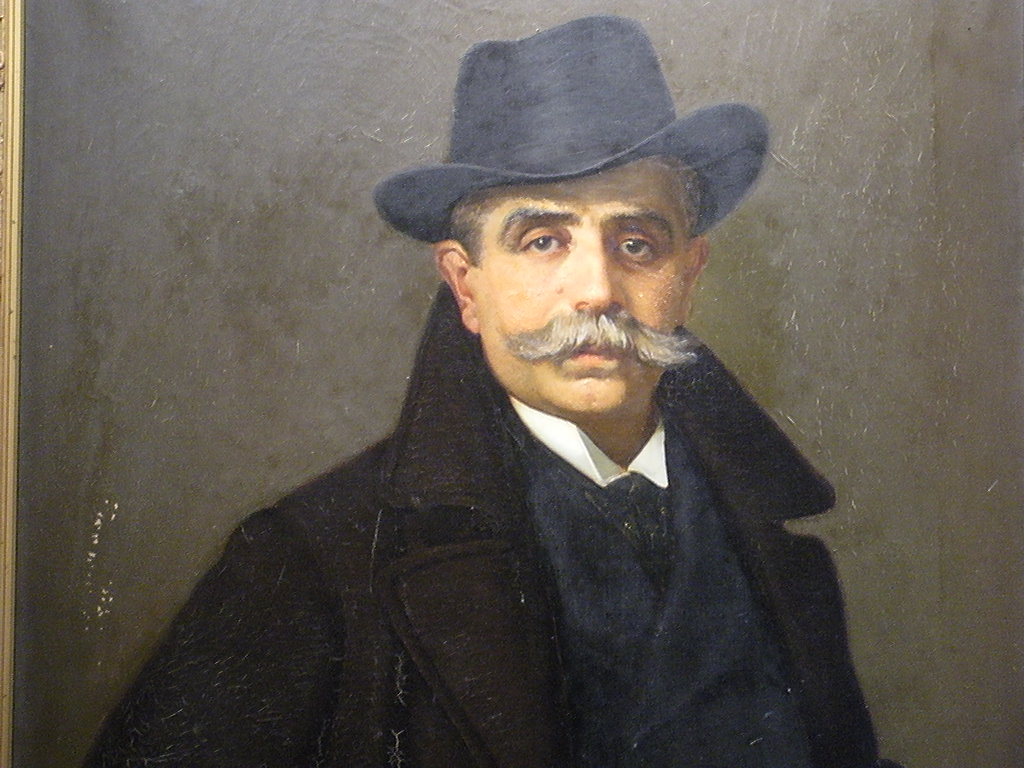
Teofilo Patini

Sempre nel Medioevo, Castel di Sangro video fiorire l'arte della lavorazione dei metalli, l'oreficeria si sviluppò per tutta la Piana delle Cinque Miglia fino a Sulmona e Guardiagrele, ma Castel di Sangro diventerà famosa nel panorama nazionale grazie alla figura di Teofilo Patini (1840-1906).

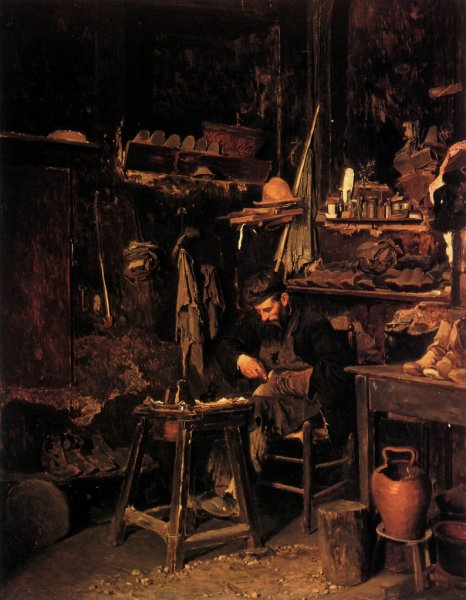
Il ciabattino, 1873, Museo Diego Aragona Pignatelli Cortes, Napoli

L'attività di Patini, considerato uno dei capisaldi del nuovo realismo italiano, si svolse a Napoli e in Abruzzo, nella parte aquilana. Frequentò abruzzesi contemporanei quali l'archeologo Antonio De Nino, che gli dedicò alcuni articoli, poi i più famosi Francesco Paolo Tosti, Francesco Paolo Michetti e Gabriele D'Annunzio, venendo ospitato nel tardo Ottocento nel convento di Michetti a Francavilla al Mare. Il recupero dell'immagine e dell'attività di Patini è arrivato nella seconda metà del Novecento grazie a Cosimo Savastano, che ricorda il convenzionalismo patiniano, impostato sui modelli classici, veicolata dalla tradizione paesaggistica dell'Abruzzo e delle sue genti. Legatosi al gruppo di pittori abruzzesi quali Domenico Morelli e Filippo Palizzi, da quest'ultimo apprese la lezione del ritrarre il vero, con l'amico Cammarano frequentò la Scuola di Posillipo, apprese da Courbet l'uso della cromatura scura e grezza per ritrarre le brutture della fatica e della realtà dei ceti sociali meno abbienti. A Napoli, Patini apprese il naturalismo d'ispirazione barocca, e a questo periodo risale La rivolta di Masaniello (1863), conservato nel Municipio di Castel di Sangro, Il sacco di Roma (1864), nella Collezione d'arte del Municipio di Napoli.
Nel 1873 espose alla Mostra Promotrice Ilo ciabattino, e all'Universale di Vienna Nello studio di Salvator Rosa. Dopo la nomina alla Direzione della Scuola d'Arte e Mestieri dell'Aquila nel 1882, Patini fu anche incaricato di dipingere un'importante opera per la sala maggiore del Convitto Nazionale "Domenico Cotugno", nel palazzo dell'ex convento di San Francesco, in pieno centro aquilano.

L'opera oggi si trova all'interno della biblioteca provinciale Salvatore Tommasi, sempre dentro il palazzo, e ritrae Il volo dell'Aquila, in ossequio alla mitologia classica, e all'orgoglio della città abruzzese. Patini, di partito socialista, dopo l'Unità d'Italia denunciò le condizioni miserevoli in cui versava la maggior parte della popolazione di ceto basso, ispirandosi a modelli soprattutto abruzzesi, e si ricordano le opere Bestie da soma (1886), conservato nella Collezione d'arte della Prefettura dell'Aquila, poi Vanga e latte (1884) e L'erede (1880), nella Galleria nazionale d'arte moderna di Roma. I soggetti delle tele rappresentano una denuncia artistica della condizione miserevole delle classi rurali dell'Italia centro-meridionale ottocentesca, prendendo a campione le emergenze di indigenza e sottosviluppo colpevolmente diffuse, ed esasperate lungo la dorsale appenninica dell'Italia post-borbonica. 

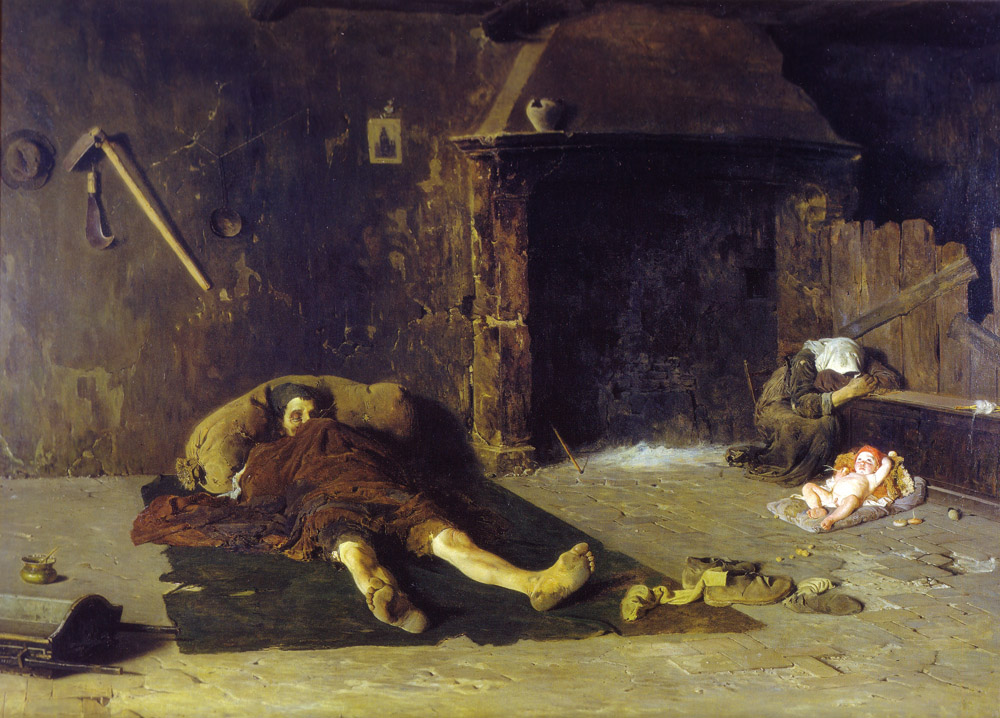
L'erede, 1880, un particolare

Dopo questo periodo, Patini si riavvicinò al tema religioso, lavorando soprattutto all'Aquila, per varie committenze. Nel 1888 realizzò il San Carlo Borromeo per la Cattedrale di San Massimo, purtroppo gravemente danneggiato col terremoto del 2009, che rappresenta una sintesi dello studio dei polittici crivelleschi presenti nelle chiese della città, e raccolti poi nel Museo Nazionale d'Abruzzo. Per la cittadina di Corfinio, Patini realizzò il Crocifisso (1896), situato nella Basilica valvense, un Gesù messo in croce dai tratti aspramente realistici, ispirato ai nudi di Giuseppe de Ribera.
Tra il 1898 e il 1900, Patini realizzò una serie di dipinti noti, collaborando con Amedeo Tedeschi, in special modo per la costruzione del monumentale Santuario di Nostra Signora della Libera presso Pratola Peligna. Patini realizzò le tele di Sant'Antonio abate - Santissima Trinità - Visione di Sant'Antonio - Quattro Evangelisti. In sostanza, Patini non si occupò della ricerca del dettaglio, ma del messaggio sociale del soggetto ritratto, ciò è filtrato dall'esperienza del preraffaellismo ottocentesco, tutti elementi presenti soprattutto nella tela della Visione a Pratola Peligna, con soluzioni tipiche del simbolismo, con cenni di eclettismo, in riferimento alla nuova corrente artistica del liberty, che si stava affacciando in Abruzzo nei primi anni del Novecento. Questo rinnovamento dell'arte antica, è evidente soprattutto nell'esempio della Sala Baiocco all'Aquila, dipinta da Patini nel 1900, con toni sinuosi e delicati, putti giocosi, e allegorie campestri abruzzesi, gli stucchi policromi che si rifanno a quelli barocchi, realizzati in collaborazioni con Carlo Petrignano e il Tedeschi. La morte del 1906, non permise a Patini di attendere all'ultimo lavoro: l'affrescatura dell'Aula Magna dell'Università dell'Aquila, per cui aveva presentato già dei bozzetti al Concorso Nazionale del Ministero della Pubblica Istruzione.
Ospitata permanentemente nello storico Palazzo De Petra, nel centro storico Castellino, la Pinacoteca Patiniana è dedicata al pittore di Castel di Sangro. Si tratta di una raccolta di quadri dell'artista, voluta dal sindaco Siro Pietro Gargano negli anni Ottanta, acquistando varie tele e opere da riunire in un solo museo. La raccolta propone un viaggio nella storia artistica di Patini dalle origini sino alla maturità, mediante la collocazione in ordine cronologico delle opere, con aggiunta di materiale di studio e di documentazione per studi più approfonditi. Tra le opere più importanti c'è Bestie da soma, spostato temporaneamente a Castel di Sangro da L'Aquila dopo il terremoto del 2009.

### Teatro
Il centro dell'alto sangro dispone del Teatro Francesco Paolo Tosti, struttura utilizzata per attività di intrattenimento dal vivo ed eventi culturali di vario genere.

### Media
Castel di Sangro è sede del quotidiano online TeleAesse.it. In passato, la città è stata sede di due televisioni private:
- Rete Sangro TV
- TeleAesse

quest' ultima non più attiva dal 2012. Esisteva anche Radio Antenna Sangro, un'emittente radiofonica privata oggi non più in funzione.

## Geografia antropica

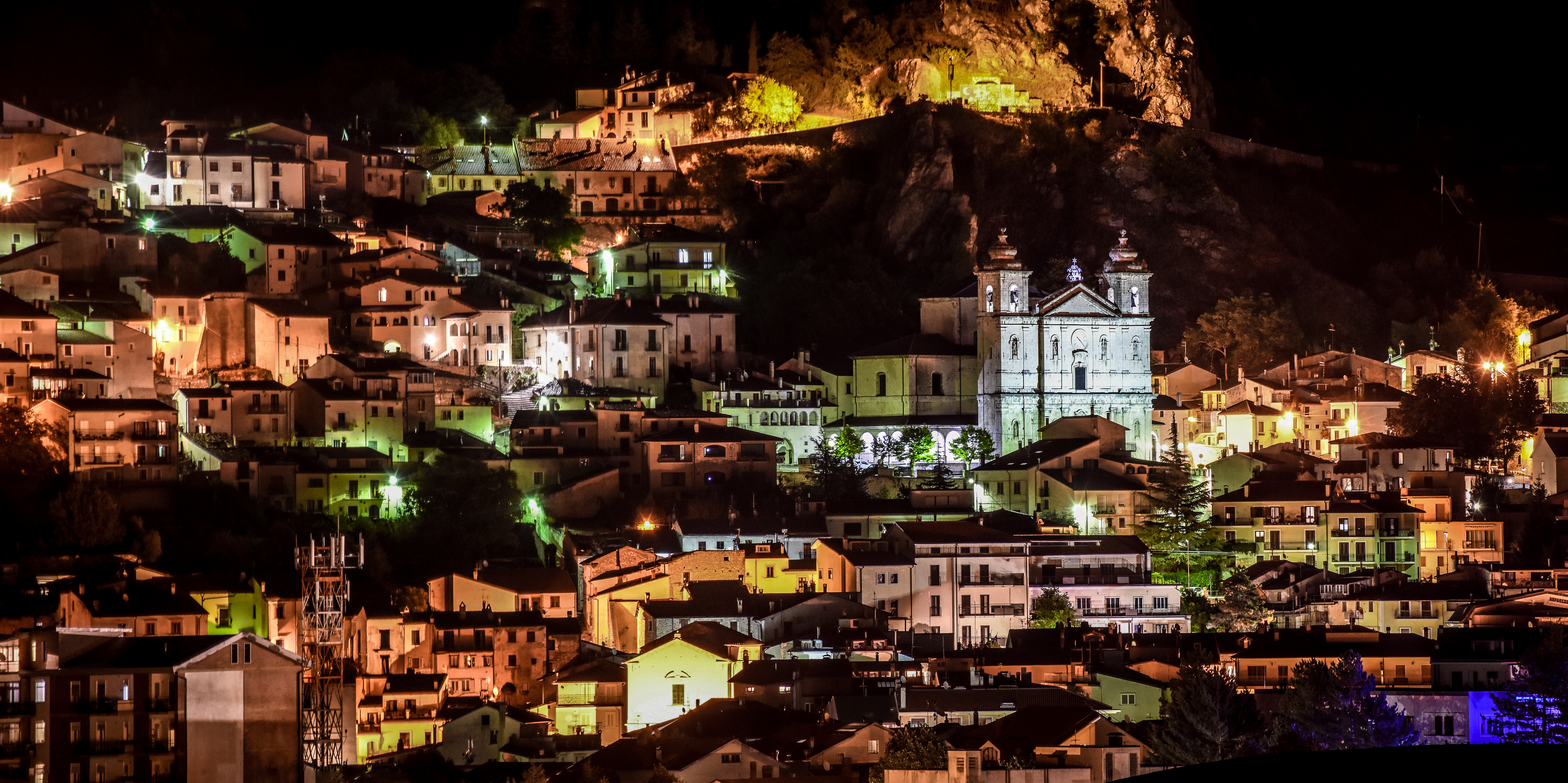
Veduta notturna della città

### Contrade
Castel di Sangro può essere diviso in otto contrade:

#### Civita
È la parte più alta e antica della città. Si sviluppa attorno alla Basilica di Santa Maria Assunta, seguendo i diverticoli di via Civita Alta, via Neviera, piazza Santa Maria, fino al colle San Giovanni seguendo via Paradiso (dipinta anche dal Patini), con le rovine del castello e dell'remo dei Santi Cosma e Damiano. Le case sono pressoché antiche, alcune anche medievali, disposte seguendo la strada, in maniera disordinata. Era accessibile da 3 porte: Porta Santa Maria, presso la basilica, lato via Petrarca, dove si trovava l'oratorio di Santo Stefano, distrutto dalla guerra; porta Antonaccio, in via Mancini (ex via San Rocco), e porta Neviera.
Stazione
È il quartiere della stazione ferroviaria. Vi si trova l'ospedale. Costruito di recente, dopo la guerra, i palazzi si sviluppano lungo le strade di viale XX Settembre, via Stazione, via Panoramica, via Sangritana.
Colle
Quartiere residenziale di recente fondazione. Nel 2019 è stato oggetto di riqualificazione, si sviluppa da via Michetti a via Maiella, proseguendo per via Panoramica per poi arrivare a via L'Aquila, via Pescara, via Chieti e Via Teramo le quattro arterie principali. Ai piedi del colle su sviluppa un'ulteriore zona residenziale, le cui principali arterie sono via Lanciano, via Sulmona e via Vasto, tutte raggiungibili da via Fonte Vaniero.
Codacchiola
La Cudacchiola, quartiere posto a valle rispetto a quello della Civita. Sviluppatosi nel XVII-XIX secolo, si trova al di sotto della basilica dell'Assunta, lungo le strade di via Mancini, via Leone, corso Vittorio Emanuele, via Chiassetto. Di interesse il palazzo de Petra, sede della Pinacoteca Patiniana, e altri palazzi rinascimentali, alcuni dei quali con i portici ad archi ogivali.
Ara
Vi si trova lo stadio Patini e il palazzetto dello sport. Si trova sulla sponda sinistra del fiume Sangro, delimitato da viale Porta Napoli, via Vittoria Colonna, via Giardini del Rio, via Peschiera, piazza Mercato. Il quartiere è di moderna costruzione, sorge attorno alla villa comunale Vittoria Colonna.
Piazza

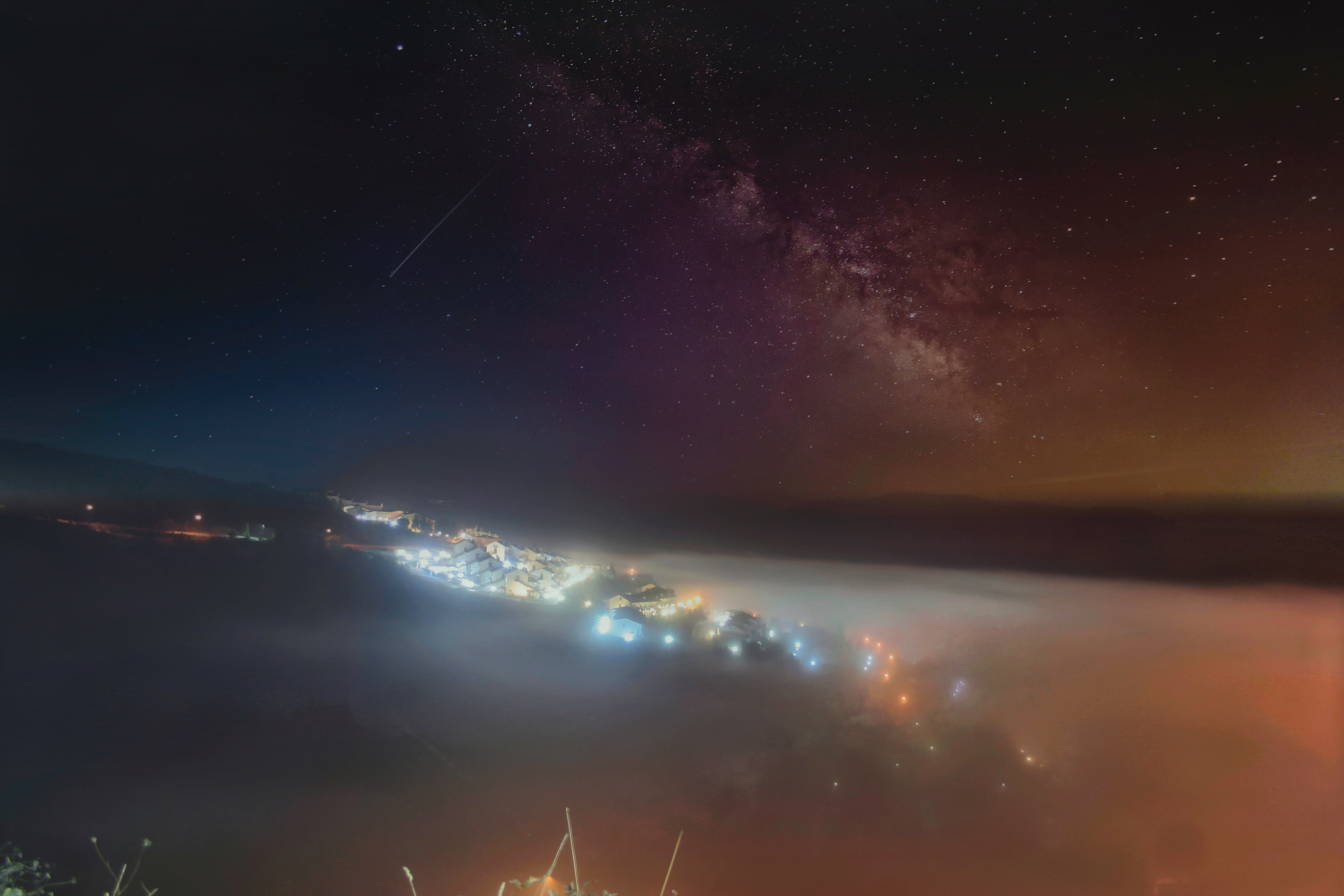
Il quartiere "Colle" in una notte nebbiosa

La piazza prospiciente il Comune. Delimitato da piazza Plebiscito, era accessibile anticamente dal circuito murario di Porta Napoli, che stava nell'area del moderno palazzo municipale, tra corso Vittorio Emanuele e piazza Plebiscito. Delimitato dal corso, da via XX Settembre, Piazza Teofilo Patini, conserva alcuni palazzi antichi, alcuni moderni, ricostruiti sopra le rovine dei precedenti a causa della guerra; di interesse il fontanone in ghisa e la chiesa di San Giovanni.
Ponte Nuovo
Il quartiere dove sono ubicate gran parte delle scuole secondarie di secondo grado della città. Si trova nella zona sud, delimitato da viale Porta Napoli, via Caraceni, via Ponte Nuovo.
Santa Lucia
Area agricola attraversata dal fiume Zittola, prende il nome dall'omonima cappella; è accessibile dalla strada statale 17, o via di Porta Napoli.

### Frazioni

#### Roccacinquemiglia
Sorge su un colle a 5 km dall'abitato di Castel di Sangro. È posta a circa 1.040 m. s.l.m. Antico castello di guardia della scomparsa abbazia benedettina di Santa Maria di Cinquemiglia, dipendente da San Vincenzo al Volturno, sorge su uno sperone roccioso tra Castel di Sangro e Roccaraso. Nel 1943-44 fu quasi interamente distrutto dai tedeschi, tanto che sono poche le tracce superstiti del paese primordiale, tra cui la chiesa di San Giovanni Battista con il campanile, lasciata volutamente a rudere.

#### Torre di Feudozzo
È una località situata all'estremo sud del territorio comunale, in prossimità del confine con la regione Molise. Ospita il Centro per la Biodiversità del Corpo Forestale dello Stato dove sono allevate rare razze bovine ed equine.

### Località
Il Pontone è una località situata nella parte settentrionale del territorio comunale.
Località Sant'Angelo, è una zona residenziale, ubicata a sud, lungo la strada statale 652.

## Economia

### Artigianato
Tra le attività tipiche è possibile annoverare quella della tessitura. A Castel di Sangro vengono prodotti tappeti e arazzi di pregio, arricchiti con figure geometriche.

### Turismo
Castel di Sangro è interessata da arrivi provenienti dalla Campania e da altre regioni del Sud Italia per le sue bellezze naturalistiche e la vicinanza al comprensorio sciistico di Roccaraso e al Parco nazionale d'Abruzzo, Lazio e Molise. In forte crescita, a partire dal 2020, il turismo sportivo legato alla presenza della S.S.C.Napoli. Castel di Sangro è oramai considerata la capitale estiva del calcio, nell'estate 2025 si sono registrate 200.000 presenze.

## Infrastrutture e trasporti

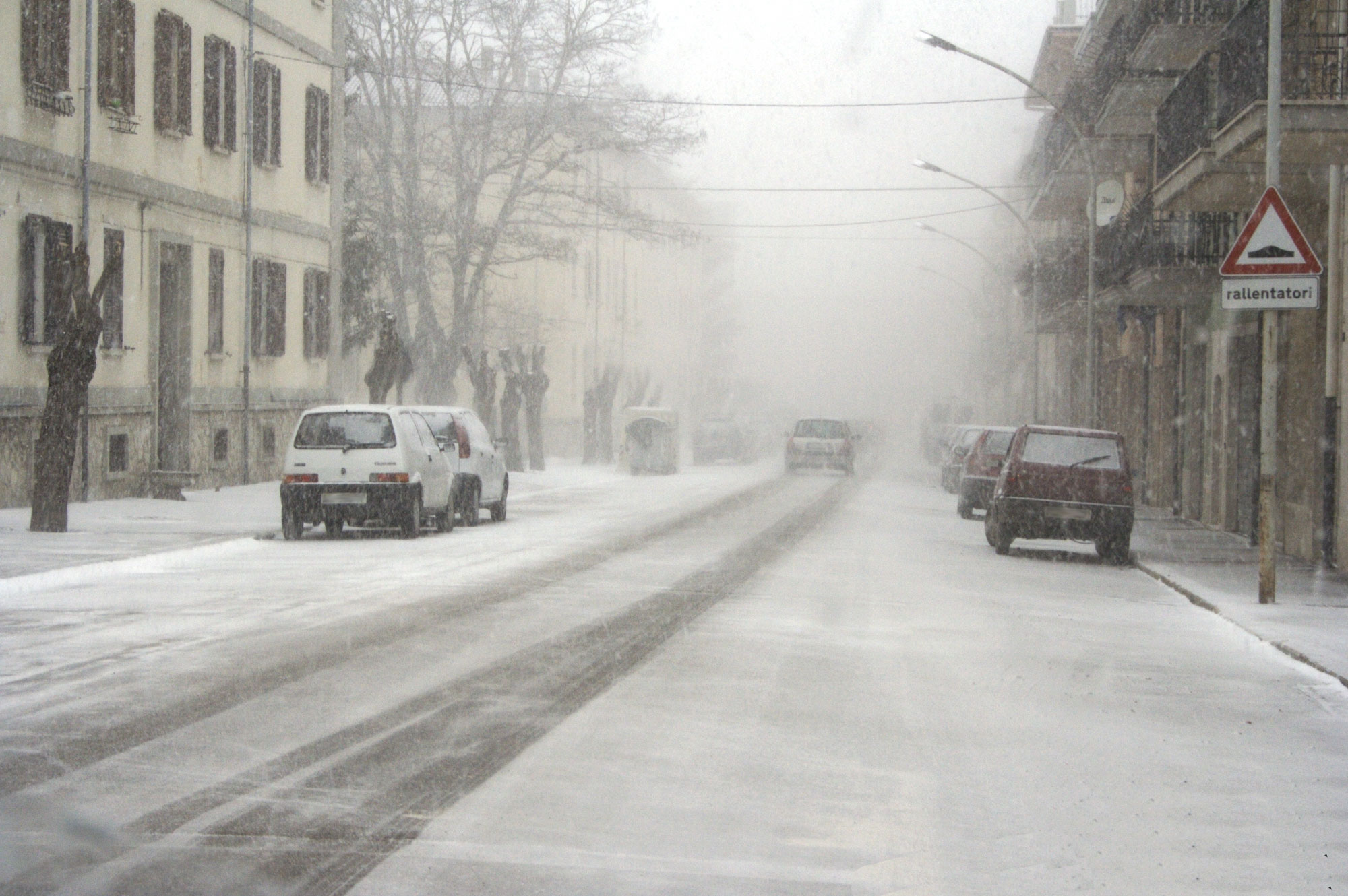
Via XX Settembre in una giornata nevosa

### Strade
Le principali strade sono:
- Strada statale 652 di Fondovalle Sangro, superstrada, in parte ancora incompleta, collega Castel di Sangro con la Val di Sangro e la costa adriatica;
- Strada statale 17 dell'Appennino Abruzzese e Appulo Sannitico, strada che collega L'Aquila a Foggia;
- Strada statale 17 var/A Isernia-Castel di Sangro, scorrimento veloce in funzione dal 2011[16], permette di dimezzare i tempi di collegamento tra l'alto Molise e l'Alto Sangro.
- Strada statale 83 Marsicana collega le località dell'Alto Sangro a quelle del parco nazionale d'Abruzzo, Lazio e Molise.

### Ferrovie

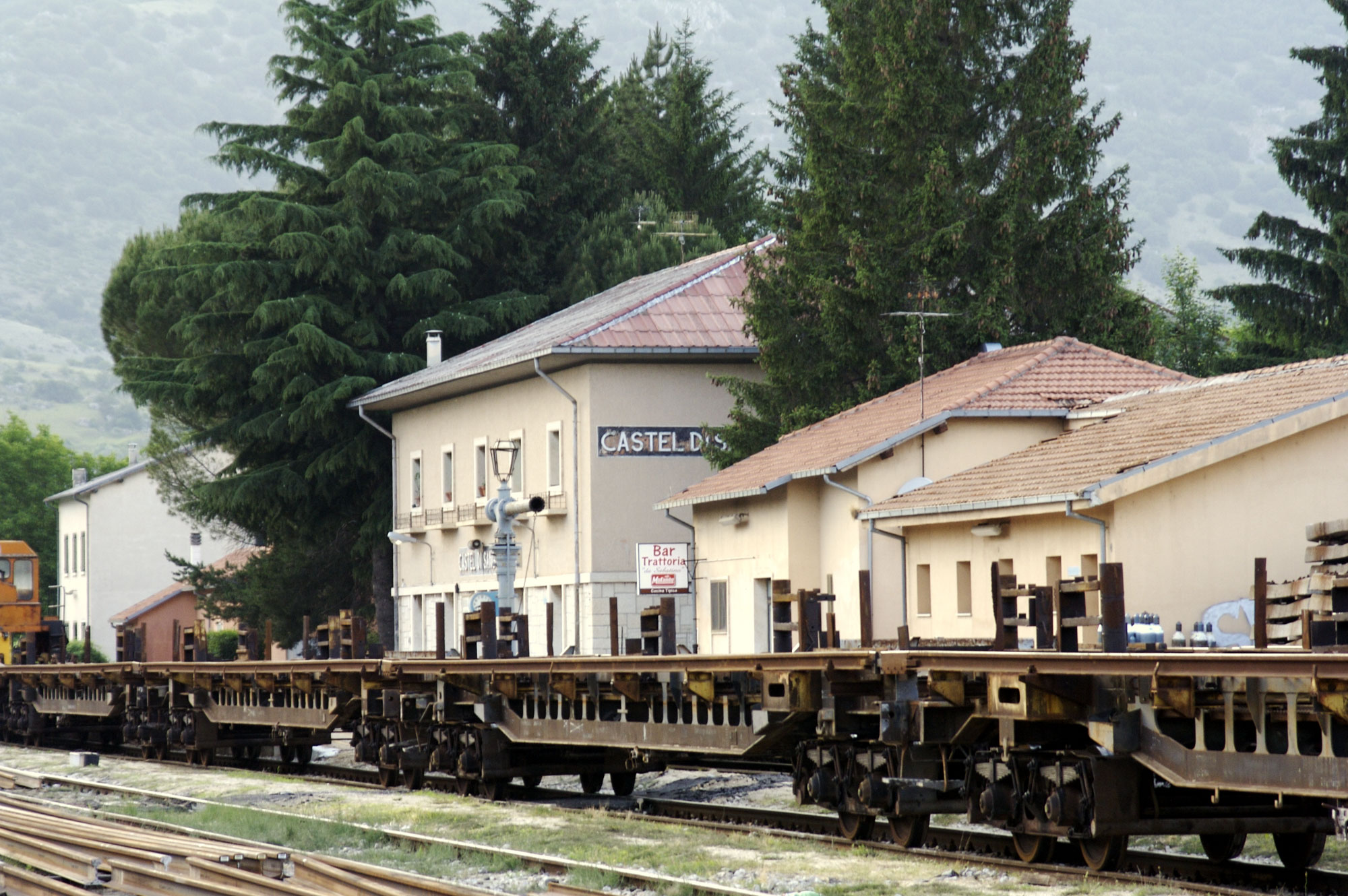
Stazione RFI di Castel di Sangro

La stazione di Castel di Sangro era connessa con due linee ferroviarie a scartamento ordinario, ormai non più in funzione:
- Ferrovia Sangritana (Castel di Sangro-Lanciano- Marina di San Vito), gestita dalla società omonima, ebbe importanza strategica durante la seconda guerra mondiale. Successivamente, in seguito sia al processo di spopolamento della valle del Sangro che alla apertura della superstrada Fondovalle Sangro, venne chiusa al traffico ferroviario.
- Ferrovia Sulmona-Isernia, gestita da RFI, dal 2011 sospesa al traffico regolare di treni regionali Trenitalia per gli stessi motivi che hanno portato alla chiusura della Sangritana e in parte per motivi politici, ma riattivata dal 2014 come ferrovia turistica gestita da Fondazione FS Italiane e Le Rotaie.

È da evidenziare che prima della realizzazione della ferrovia nell'800, il commercio tra Napoli, l'Abruzzo e le aree interne del Molise era gravemente ostacolato dalla mancanza di infrastrutture adeguate. L'unico collegamento terrestre era rappresentato da strade montane spesso impercorribili, soprattutto durante i mesi invernali. Questa situazione rendeva il trasporto di merci e persone estremamente costoso e lento. L'assenza di strade significative che collegassero i centri principali all'interno di queste regioni, unitamente alla mancanza di vie fluviali, creava un isolamento che limitava l'economia a un consumo locale, con difficoltà nel generare profitti significativi e rischi di spreco alimentare. Anche l'alternativa del trasporto marittimo, con una distanza di oltre 700 miglia tra il litorale abruzzese e Napoli, risultava impraticabile a causa degli elevati costi e dei lunghi tempi di percorrenza.
In questo contesto, il costo del trasporto via terra era di circa un grano per miglio a cantaio, rendendo proibitivo il commercio su lunghe distanze come quella verso Napoli.
Con la progettazione e la successiva realizzazione della Ferrovia "Abruzzese-Romana", si prospettò un cambiamento radicale. L'analisi preliminare indicava una potenziale riduzione del costo del trasporto sia merci che viaggiatori e un tempo di percorrenza di sole quattro ore.
Questo rese il commercio con Napoli economicamente sostenibile e competitivo, aprendo nuove opportunità di mercato per i prodotti locali e stimolando la crescita economica delle province interne. La ferrovia non era quindi solo un miglioramento infrastrutturale, ma un vero e proprio motore di trasformazione economica e sociale per la città.

## Amministrazione
| Periodo        | Periodo        | Primo cittadino     | Partito                                                                                       | Carica  | Note  |
| -------------- | -------------- | ------------------- | --------------------------------------------------------------------------------------------- | ------- | ----- |
| 27 giugno 1985 | 19 marzo 1993  | Siro Pietro Gargano | Partito Socialista Italiano                                                                   | Sindaco | [ 1 ] |
| 1º maggio 1993 | 24 aprile 1995 | Ubaldo Massari      | Partito Socialista Italiano                                                                   | Sindaco | [ 1 ] |
| 24 aprile 1995 | 14 giugno 2004 | Roberto Fiocca      | Lista civica di centro-destra Alleanza Buongoverno (1995-1999) Alleanza Nazionale (1999-2004) | Sindaco | [ 1 ] |
| 14 giugno 2004 | 1º giugno 2015 | Umberto Murolo      | La Casa delle Libertà (2004-2010) Il Popolo della Libertà (2010-2015)                         | Sindaco | [ 1 ] |
| 1º giugno 2015 | in carica      | Angelo Caruso       | Lista civica di centro-destra Continuità per il progresso                                     | Sindaco | [ 1 ] |

### Gemellaggi
Kentville, dal 2017

## Sport
A Castel di Sangro ha sede l'Associazione Calcistica Dilettantistica Castel di Sangro Cep 1953, che attualmente milita in Eccellenza. Il periodo d'oro del calcio sangrino è stato tra gli anni ottanta e gli anni duemila, quando la società, all'epoca denominata Castel di Sangro Calcio e presieduta da Gabriele Gravina, futuro presidente della federazione calcistica italiana, ha ottenuto sette promozioni di categoria in quattordici anni e ha disputato sedici campionati nelle divisioni professionistiche: due di Serie B, dal 1996 al 1998, sotto la guida degli allenatori Osvaldo Jaconi e Franco Selvaggi (rendendo Castel di Sangro la località più piccola mai rappresentata da una squadra di Serie B), e 14 tra Serie C1 e C2.
Castel di Sangro dal 2020 ospita il ritiro estivo della Società Sportiva Calcio Napoli, a seguito di contratto pluriennale tra il club partenopeo e la regione Abruzzo.
Nel 2021 è stata scelta come sede di partenza del Giro d'Italia per la tappa Castel di Sangro - Campo Felice e, ancora, nel 2025 per la tappa Castel di Sangro - Tagliacozzo del Giro d'Italia.

### Impianti sportivi
A Castel di Sangro si trovano numerosi impianti sportivi: lo Stadio Teofilo Patini da 7.200 posti a sedere, 3 campi di calcio regolamentari, un palazzetto dello sport, una piscina comunale con vasca semi olimpionica di 12x25 metri, il Centro Federale Tennis e Padel con 16 campi da gioco, un lago per la pesca sportiva ed un altro bacino artificiale riservato agli sport acquatici, come canoa e sci nautico.